# Magna Carta
Pour les articles homonymes, voir Magna Carta (homonymie).
L'expression latine Magna Carta, traduite en français par « Grande Charte » (ou, en précisant, « Grande Charte d'Angleterre »), désigne la charte obtenue par la noblesse anglaise (les « barons ») du roi Jean sans Terre le 15 juin 1215, à la suite d'une courte guerre civile achevée le 17 mai par la prise de Londres par les insurgés. Cette charte établit pour la première fois par écrit les droits respectifs du roi et des barons, mais aussi de l'Église et des villes, en ce qui concerne le gouvernement du royaume, notamment la levée des impôts.
Les barons, excédés par les demandes militaires et financières du roi et par les échecs répétés en France, en particulier à Bouvines et à La Roche-aux-Moines, y imposent, dans un esprit de retour à l'ordre ancien, leurs exigences, dont la libération d'otages retenus par le roi, le respect de certaines règles de droit propres à la noblesse, la reconnaissance des franchises ecclésiastiques et bourgeoises, le contrôle de la politique fiscale par un Grand Conseil (en).
La charte est abrogée deux mois après son scellement puis réactivée dans une version expurgée, sans conseil des barons (en), le 12 novembre 1216 durant la minorité d'Henri III, amendée et complétée le 6 novembre 1217 d'une loi domaniale (en) dite Charte de forêt.
Une quatrième version, réduite de près de la moitié par rapport à celle de 1215 et très peu différente de la précédente, est officiellement promulguée le 11 février 1225. Confirmée solennellement le 10 novembre 1297, c'est elle que désignera dès lors l'expression Magna Carta. En 1354 y sont introduites, sans rien changer aux statuts sociaux en vigueur, les notions d'égalité universelle devant la loi, principe qui sera utilisé en vain à la fin du XVIIe siècle pour faire libérer les esclaves parvenus sur le territoire anglais, et de droit à un procès équitable.
Document décalqué de la Charte des libertés initialement sans portée réelle mais vigoureusement promu entre 1297 et 1305 dans la période du règne finissant d'Édouard Ier pour soutenir une féodalité déliquescente, il est régulièrement revendiqué par le Parlement durant tout le bas Moyen Âge mais tombe en désuétude à la suite des bouleversements institutionnels provoqués par la guerre des Deux-Roses. Sorti de l'oubli, il est instrumentalisé au début du XVIIe siècle par les opposants à une monarchie absolue, tel Henry Spelman, et érigé à la suite de la Révolution par les partisans d'une monarchie constitutionnelle comme une preuve d'ancienneté de leurs revendications (en). Ses articles 38 et 39 concernant ce qui sera désigné à partir de 1305 par l'expression Habeas corpus, de simple rappel d'un privilège aristocratique devient, à l'occasion du vote de la Loi de l’Habeas corpus (en) en 1679, le symbole d'une justice qui proscrit les arrestations arbitraires — partant du principe de son indépendance vis-à-vis de l'exécutif — voire de la liberté individuelle.
Considérant qu'à peu près chaque pays de common law qui possède une constitution a subi l'influence de la Grande Charte, cette dernière est peut-être le document juridique le plus important dans l'histoire de la démocratie moderne, marquant le passage d'un État absolu à celui d'un État de droit.

## Dénomination
Le nom de Grande charte ne lui a été initialement attribué qu'en raison de la longueur exceptionnelle et apparaît dès le 11 décembre 1217, deux ans et demi après sa rédaction, pour la distinguer de la Charte de forêt, plus courte. Celle-ci constitue la base du traité de Lambeth et celle-là y est jointe en annexe.
C'est sous ce nom qu'elle est citée par les humanistes tel Francis Bacon mais elle n'est alors qu'un nom, voire un mythe, dont seuls quelques articles, eux-mêmes incomplets ou déformés, sont connus pour avoir été repris dans différents documents. Ce nom ne prendra de sens moral qu'au XVIIe siècle après qu'une première version, imprimée et complète, a été élaborée en 1610 par les partisans de ce qui deviendra la Pétition des droits, acte promulgué le 7 juin 1628. Cette édition est saisie en 1634 avec une cinquantaine de manuscrits au domicile d'un Édouard Coke mourant et censurée par Charles Ier qui gouverne sans le Parlement depuis 1629. Le roi sera décapité le 30 janvier 1649.
Le nom de Magna Carta Libertatum, c'est-à-dire Grande charte des Libertés, qui lui a été parfois donné, est une emphase tardive.
Le dénomination « grande charte d'Angleterre » est utilisée dans une traduction de la charte publiée en langue française dans La grande charte d'Angleterre ; ouvrage précédé d'un Précis historique et philosophique sur les révolutions de la Grande-Bretagne ; suivi de la Constitution des treize États-Unis de l'Amérique à Paris, en 1793-1794.

## Description

### Caractéristiques du document
Le document primitif et ses copies originales sont des parchemins d'agneau d'environ 38 sur 51 centimètres manuscrits à la plume trempée dans l'encre de galle, ils ont été scellés du seul Grand sceau du Royaume, par un fonctionnaire du Lord chancelier appelé spigurnel (anglais moderne spicknell), dans une cire à cacheter qui mélange cire d'abeille et résine mais il ne reste presque rien de ces sceaux.
Aucun de ces documents n'est signé. Un préambule liste les dix ecclésiastiques et dix-sept seigneurs qui ont conseillé le roi dans la rédaction. Ces derniers ne sont pas directement impliqués dans les dispositions prises et sont distincts des vingt cinq barons qui, sans y être nommés, sont visés par celles-ci et seront qualifiés ultérieurement de rebelles.
Rédigé en un latin conventionnel très abrégé, le texte, compact et continu, a été numéroté en soixante trois articles en 1759 par William Blackstone. Dès la Renaissance, en 1534, George Ferrers (en) avait numéroté le texte plus court de la version de 1297 en trente-sept clauses, qui sont indiquées en marge du manuscrit original.

### Copies originales
Au moins treize copies originales ont été dressées, sept le 24 juin 1215 et six autres dans les jours suivants. Ces copies ont été diffusées aux shérifs et aux évêques.
Les variations observées entre les copies subsistantes empêchent de définir un manuscrit princeps.
L'Université de Harvard dispose de l'un des sept exemplaires dressés en 1300 sous le règle d'Edward I,.

### Exemplaires subsistants
Seules quatre de ces copies originales subsistent, deux à la Bibliothèque britannique de Londres, une au château de Lincoln qui provient du chapitre cathédral de Lincoln, ville qui fut l'un des Cinq Bourgs, une en la cathédrale de Salisbury dans le Wessex.
Ces quatre exemplaires diffèrent et par le texte et par la taille. Aucun n'est regardé comme plus authentique que les autres. Les autres exemplaires visibles de par le monde sont des versions postérieures, authentiques ou des fac-similés.

## Objet de la Grande Charte

### Franchises fiscales et juridiques
Une grande partie de la charte a été copiée, presque textuellement, de la Charte des Libertés, édictée en 1100 par Henri Ier quand celui-ci est monté sur le trône pour prévenir toute tyrannie telle que celle qu'a exercée son prédécesseur, le fils de Guillaume le Conquérant Robert Courteheuse. Ces libertés soumettent le roi à certaines lois concernant la façon de traiter les fonctionnaires ecclésiastiques et les nobles. Elles accordent de façon réelle certaines libertés individuelles à l'Église et à la noblesse anglaise, mais, nonobstant les hommes libres, elles le sont pour les seuls barons et comtes, seulement de façon indirecte pour leurs vassaux, et absolument pas pour leurs serfs.
En dehors de dispositions liées aux seuls événements qui ont précédé l'accord, Jean sans Terre s'engage par la Magna Carta, principalement à quatre choses :
- garantir les « libertés » de l'Église, résolution placée en tête de toutes les autres, mais aussi des villes ;
- ne pas intervenir dans les règles d'accession de la noblesse à la propriété, notamment dans le cadre de la tutelle ou du veuvage, question abordée aussitôt après ;
- accepter, pour établir l'impôt, de se soumettre à l'éventuel veto d'un Commun Conseil (en) ;
- ne pas entraver l'application de ce droit en arrêtant les hommes libres de façon arbitraire, point qui sera appelé habeas corpus.

### Un partage du pouvoir
La clause la plus significative de la charte de 1215 est la clause connue depuis sous le numéro 61 et le libellé de « clause de sécurité ». C'est la partie la plus longue du document. Elle institue le contrôle de l’impôt par le Grand Conseil (en) du Royaume. Composé de vingt cinq barons, non nommés, ce conseil peut à tout moment se réunir et annuler la volonté du roi, au besoin par la force en saisissant ses châteaux et ses biens.
Cette procédure se fonde sur la saisie, pratique juridique médiévale connue et souvent utilisée, mais c'est la première fois qu'il est prévu de l'appliquer à un monarque. En outre, le roi doit prêter au Grand Conseil (en) un serment de loyauté.
Cette clause disparaît dans les versions ultérieures mais le roi convoquera plusieurs fois un Grand Conseil (en) pour obtenir la levée d'impôts extraordinaires.

### Un texte de circonstance
Quand, en 1215, la charte est rédigée, un grand nombre des dispositions prises le sont non pas pour opérer des changements à long terme, mais simplement pour remédier immédiatement aux abus. C'est la raison pour laquelle la Charte est constamment rééditée, trois fois pendant le seul règne de Henri III, en 1216, 1217 et 1225. Des modifications, parfois importantes, sont apportées pour produire une version actualisée.

## Documents antérieurs
- 1020 : Règlements (en) de Canut
- 1042 : Serment du couronnement d'Édouard le Confesseur sur les lois du Royaume
- 1066 : Charte du couronnement de Guillaume le Conquérant
- 1086 : Livre du jugement dernier, recension du code fiscal de feu Édouard le Confesseur
- 1100 : Charte du couronnement d'Henri Beauclerc
- 1115 : De la liberté de l'Église et de toute l'Anglie au regard des Lois d'Henri premier (en)
- 1118 : Quadripartitus (en)
- 1135 : Serment du couronnement d'Étienne de Blois
- 1164 : Constitutions de Clarendon
- 1191 : Charte fondatrice de la ville d'Oxford
- 1118-1198 : Assises de Jérusalem

## Événements qui ont conduit à la Grande Charte

### Un contexte culturel et juridique nouveau
La fondation du royaume de Jérusalem en 1099 puis sa régénération en 1192 à la suite de la troisième croisade à laquelle la chevalerie anglaise a participé, plus que l'éphémère Empire latin d'Orient, outre les bouleversements qu'elles provoquent dans le commerce génois ou vénitien et la civilisation occidentale, dans l'idéal chevaleresque et monacal, la morale religieuse, la mode vestimentaire, la botanique, la cuisine, la musique et le chant de cour, a de profondes répercussions au sein de la chevalerie française sur la conception du droit. Cette influence des événements sur la loi se traduit par une vision libérale, favorable au commerce colonial, aux coutumes des autochtones, à la monarchie élective et à la liberté de pensée telle que l'illustre Abélard dès 1122. Elle est codifiée dans un ensemble d'actes regroupés sous le terme d'Assises de Jérusalem. Elle est soutenue par les puissants Thibaldiens, comtes de Champagne, qui, en lutte contre le centralisme des Capétiens, ont fondé en 1129, par le truchement de Hugues de Champagne et Hugues de Payns le premier réseau bancaire international, l'ordre du Temple, et ont accédé en 1135 au trône d'Angleterre en la personne d'Étienne de Blois avec le plein soutien des barons.
Le fait est que vingt-deux des soixante-trois articles de la Magna Carta, cosignée par le maître templier de la province d'Angleterre, Aymeric de Saint-Maure, sont repris des Assises de Jérusalem. Ce sont les dispositions interdisant l'aliénation d'un fief noble par mésalliance à la suite d'un mariage, par l'exercice d'un droit de mainmorte au moment d'un décès, par une décision de la tutelle durant la minorité d'un héritier. Ce sont encore les garanties quant à la liberté individuelle qu'est l’Habeas corpus et la liberté de circulation des biens et des personnes, les règles concernant la domiciliation des actes dans le ressort des juridictions locales, la permanence et la compétence de celles-ci, l'établissement de l'impôt sur un consensus, les règlements relatifs au service militaire et à l'administration des forêts domaniales (en), et enfin le jus resistandi, le droit à la résistance à la tyrannie. Ces dispositions ne se retrouvent pas dans les actes anglais antérieurs, ni ailleurs que dans ceux du royaume de Jérusalem.

### La fin du règne de Jean sans Terre
Après la conquête de l'Angleterre par les Normands en 1066 et les acquisitions territoriales réalisées au XIIe siècle, le roi anglais, Richard Cœur de Lion apparaît en 1199, année de sa mort, comme le plus puissant souverain de la chrétienté. C'était dû à un certain nombre de facteurs dont une centralisation gouvernementale très étudiée, créée selon les procédures des nouveaux maîtres normands combinées avec les systèmes de gouvernement des indigènes anglo-saxons et l'extension à l'Angleterre de la féodalité normande. Mais après le couronnement du roi Jean, au début du XIIIe siècle, une série d'échecs retentissants qu'il subit conduisit les barons anglais à se révolter et à placer sous surveillance le pouvoir du roi.

### Le conflit avec le roi de France
Une cause importante de mécontentement dans le royaume était l'action de Jean sans Terre en France. Au moment de son accession au trône après la mort de Richard, il n'existait aucune règle précise permettant de définir l'hérédité de la couronne. Jean, comme frère cadet de Richard, fut couronné en évinçant Arthur de Bretagne, neveu de Richard. Mais Arthur avait toujours des prétentions sur les territoires angevins et Jean avait donc besoin de l'accord du roi de France, Philippe Auguste. Pour le recevoir, il lui donna de vastes territoires de langues romanes de l'empire angevin[Lesquels ?].
Ensuite Jean se maria avec Isabelle d'Angoulême dont l'ancien fiancé, Hugues de Lusignan, (un des vassaux de Jean), fit appel à Philippe Auguste, qui, au terme d'un conflit avec Jean, s'empara de la quasi-totalité de ses possessions sur le continent, à l'exception de la Guyenne. Au début, Philippe Auguste avait déclaré Arthur comme le vrai seigneur de l'Anjou, qu'il envahit au milieu de 1202 pour le lui donner. Jean dut agir pour sauver la face, mais au bout du compte son action ne le servit pas, et après qu'il eut tué Arthur dans des circonstances suspectes, il perdit le peu de soutien qu'il avait en France parmi ses barons, qui y voyaient comme une tache noire sur Jean, capable de tuer les propres membres de sa famille pour être roi.
Après l'échec des alliés de Jean à la bataille de Bouvines, Philippe Auguste garda tous les territoires de Jean en France du Nord, y compris la Normandie (l'Aquitaine devait rester aux mains des Anglais jusqu'en 1453). Jean avait beau ne pas être un fin politique, il fut obligé de comprendre que non seulement on avait vu sa piètre valeur comme chef militaire, mais qu'il avait aussi perdu des revenus importants, si bien qu'il devrait taxer encore plus ses barons qui commençaient à voir sa faiblesse.

### Le conflit avec l'Église
À l'époque du règne de Jean une grande controverse subsistait quant à la façon d'élire l'archevêque de Cantorbéry, bien qu'il fût devenu traditionnel que le monarque nommât un candidat avec l'approbation des moines de Cantorbéry.
Cependant, au début du XIIIe siècle, les évêques commencèrent à vouloir dire leur mot. Pour garder le contrôle, les moines élurent un des leurs comme archevêque. À ce coup, Jean, irrité que les procédures ne se fussent pas déroulées dans l'ordre, envoya à Rome l'évêque de Norwich comme celui qu'il avait choisi. Le pape Innocent III déclara les deux nominations invalides et persuada les moines d'élire Étienne Langton, qui, de fait, était probablement le meilleur choix. Mais Jean refusa cette décision et exila les moines de son royaume. Exaspéré, Innocent jeta l'interdit sur l'Angleterre en 1208 (interdiction du culte public, de la messe, des mariages, de la sonnerie de cloches à l'église, etc.) ; il excommunia Jean en 1209, et soutint Philippe Auguste dans sa tentative d'envahir l'Angleterre en 1212.
Finalement Jean recula ; il accepta de reconnaître Langton et de permettre aux exilés de revenir. Pour achever d'apaiser le pape, il lui donna l'Angleterre et l'Irlande comme territoires pontificaux et les reçut à nouveau à titre de fiefs pour 1 000 marcs par an. La fureur des barons n'en fut que plus forte, car cela voulait dire qu'ils auraient encore moins d'autonomie dans leurs propres territoires.

### La taxation des seigneurs
Malgré tout, le gouvernement de l'Angleterre ne pouvait fonctionner sans un roi fort. Une fonction publique efficace, établie par le puissant roi Henri II, avait dirigé l'Angleterre au cours du règne de Richard Ier. Mais le gouvernement du roi Jean avait besoin d'argent pour ses troupes, car pendant cette époque de prospérité le coût des mercenaires était presque deux fois plus élevé qu'avant. La perte des territoires français, surtout la Normandie, avait considérablement réduit le revenu de l'État et il aurait fallu lever des impôts énormes pour essayer de les reconquérir. Et cependant il était difficile de lever des taxes en raison de la tradition de les maintenir au même niveau.
De nouvelles formes de revenu inclurent une loi sur la forêt, un ensemble de règlements sur la forêt du roi qu'il était difficile de ne pas enfreindre et qui entraînaient des punitions sévères. Au cours de ses dix-sept années de règne Jean augmenta aussi onze fois l'écuage (le paiement d'un vassal à son suzerain pour remplacer le service militaire direct), onze fois à comparer avec les deux fois où il l'avait été au cours des trois règnes qui avaient précédé le sien. Il créa aussi le premier impôt sur le revenu qui s'élevait à ce qui était, à cette époque, la somme inouïe de 60 000 livres.

### Rébellion et conclusion

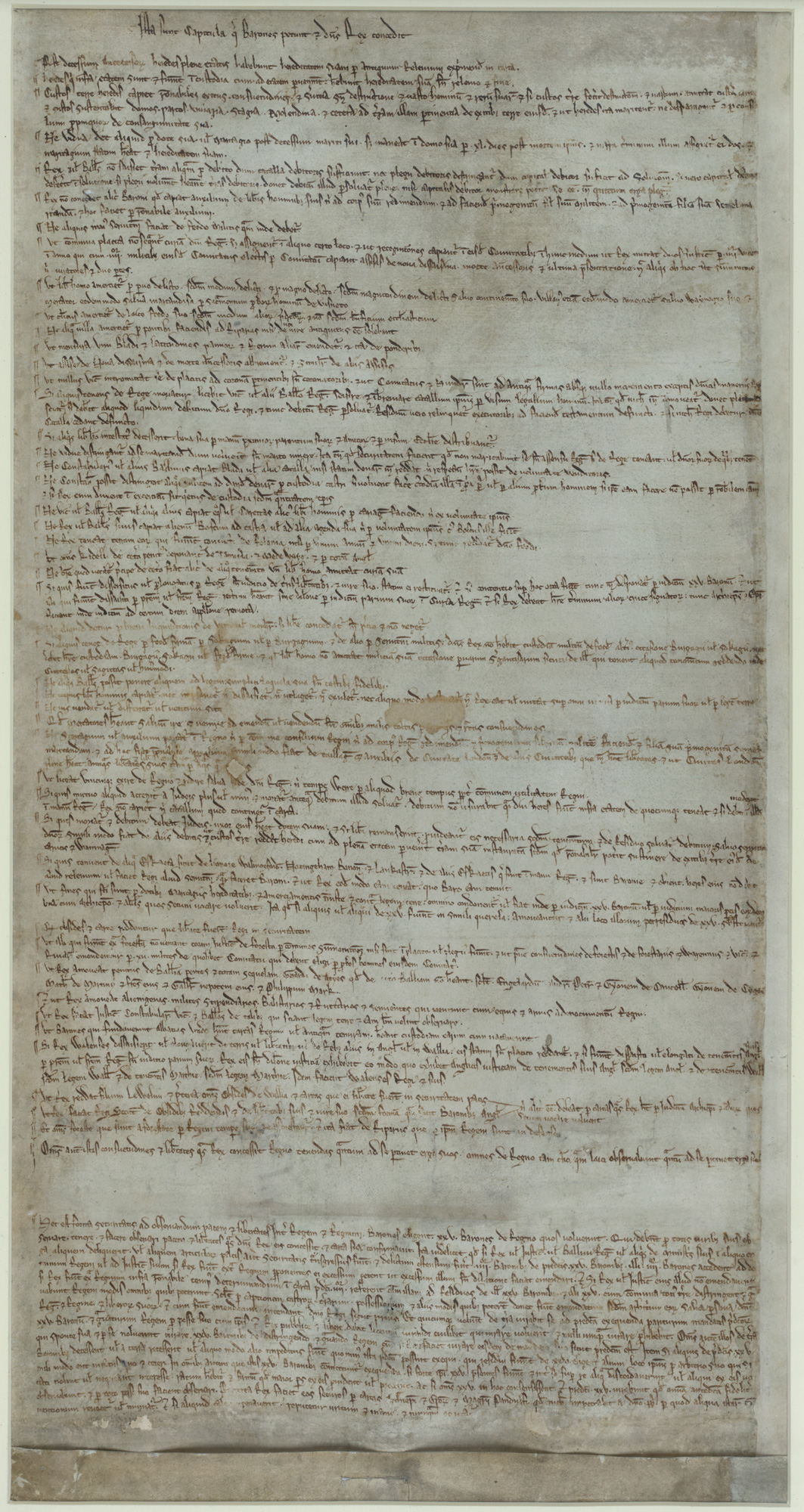
Les Articles des barons, aujourd'hui à la Bibliothèque britannique.

À la fin de l'année 1214, une ébauche de charte, découverte en 1900 et appelée depuis La Charte inconnue, est négociée en reprenant les termes de la Charte des libertés et y ajoutant un certain nombre de dispositions. Le 17 mai 1215, les barons d'Angleterre s'emparent de Londres par la force. S'étant alliés avec un grand nombre de neutres, des modérés qui ne sont pas en rébellion ouverte, un certain nombre de rebelles se réunissent et, aux environs du 10 juin, contraignent le roi Jean à accepter un premier texte, les Articles des Barons.
Cette dernière ébauche de ce qui deviendra la Magna Carta comporte deux parties. Dans la première, quarante-huit paragraphes détaillent les concessions faites personnellement par le roi aux barons. Le dernier paragraphe prévoit une généralisation de ces franchises à l'ensemble du Royaume.
La seconde partie est une « clause de sécurité ». Elle prévoit l'instauration d'un Grand Conseil (en) de vingt-cinq barons chargé de veiller à l'application de l'accord. Elle prévoit aussi la concession aux évêques d'une charte spécifique. Elle stipule enfin que les évêques s'engagent à empêcher le roi à obtenir du pape l'annulation de l'accord.
L’archevêque de Cantorbéry Étienne Langton défend ardemment, contre la volonté du roi telle qu'elle s'exprimera ultérieurement, un compromis. Son nom sera le premier à être apposé en qualité de témoin de la Grande Charte. C'est lui qui vraisemblablement explique aux barons rebelles qu'un texte oublié datant de 1100 peut servir de base à leurs revendications, le discours qu'Henri Beauclerc a prononcé lors de son couronnement et qui sera dès lors qualifié de Charte des libertés.
Jean donne son accord lors d'une entrevue solennelle organisée dans le pré de Runnymede le 15 juin 1215. En échange, les barons renouvellent leurs serments de fidélité à Jean le 19 juin. Un document en bonne forme, scellé du Grand Sceau pour enregistrer l'accord, est créé par la chancellerie royale le 15 juillet. C'est l'original de la Magna Carta.
Les termes ont considérablement évolué par rapport aux Articles des barons. La rédaction du texte final, sous la direction d'Étienne Langton, aura pris un mois. Un nombre inconnu de copies est envoyé aux officiers du roi et aux évêques.

## Le lieu de rédaction

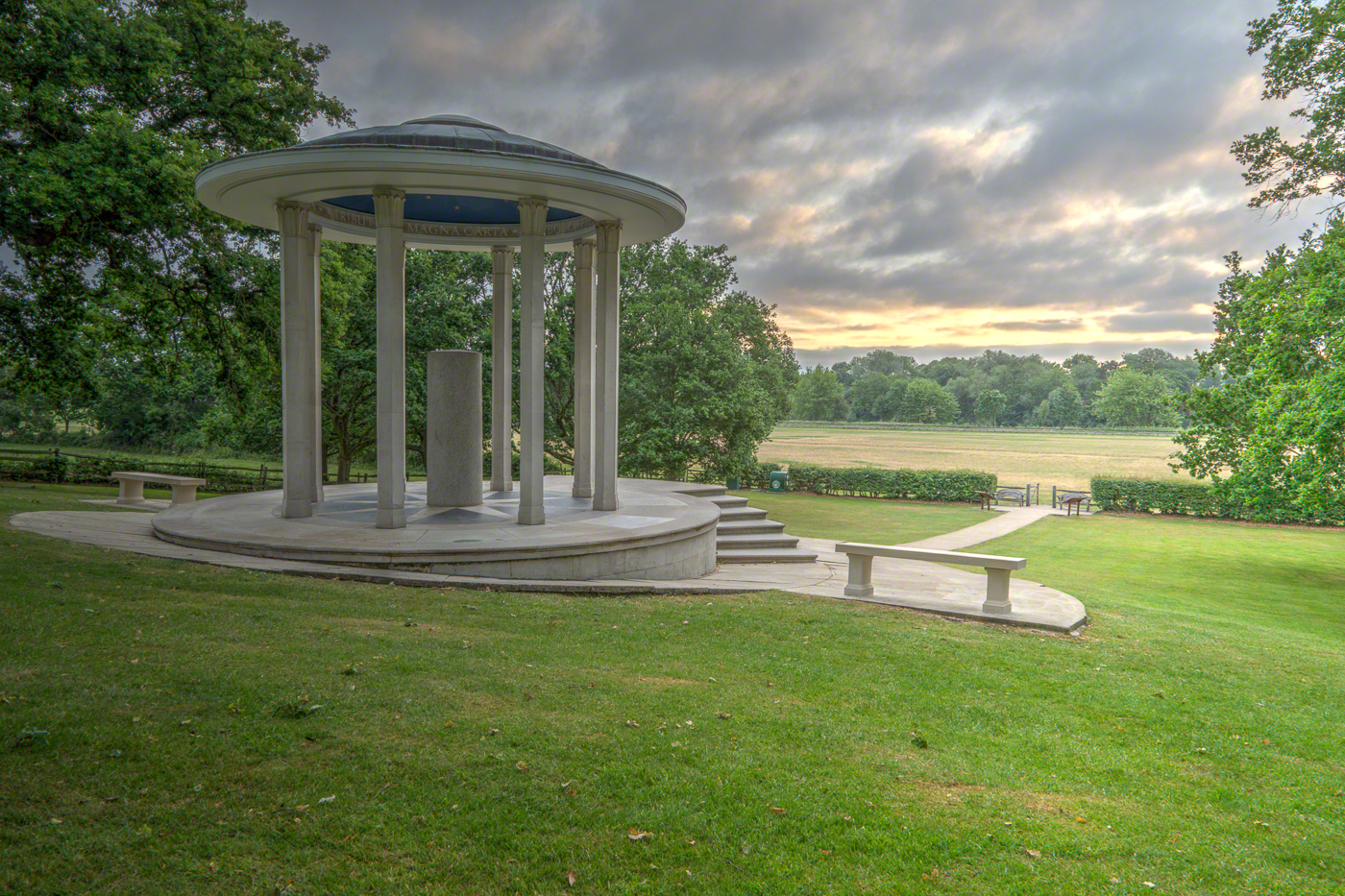
Mémorial de la Grande Charte érigé en 1957 à Runnymede, cinq cents mètres au sud de l'îlot où elle aurait été négociée.

L’affirmation, largement répandue en France, selon laquelle la Magna Carta « a été rédigée en 1215, sur le sol français, dans l'abbaye cistercienne de Pontigny par des Anglais émigrés, en révolte contre leur roi, Jean sans Terre », est historiquement sans fondement : les historiens anglais et les études les plus récentes ne confirment rien de tel.
Le seul lien prouvé entre la Magna Carta et Pontigny est l’archevêque de Cantorbéry, Étienne Langton, qui séjourna dans l’abbaye entre 1207 et juillet 1213. Or, si celui-ci prit part à l’élaboration de la Magna Carta, aucun élément historique ne prouve qu'il l’ait fait avant que la charte du roi Henri Ier, laquelle est datée de 1100 et lui sert de base, ait été retrouvée à Saint-Paul de Londres, entre 1214 et 1215 selon les chroniqueurs Raoul de Coggeshall et Barnwell, au plus tôt le 25 août 1213 selon Roger de Wendover, en tout cas après le retour de l’archevêque en Angleterre.

## Garants, conciliateurs et témoins impliqués
Les Barons et les évêques ou abbés qui ont pris part à la rédaction de la Magna Carta en sont les garants pour les premiers, les témoins pour les seconds, mais le texte est paradoxalement censé être l'expression de la seule volonté royale.
Dix hommes d'Église ont pris la position de conciliateurs entre le roi et les barons. Face aux vingt cinq rebelles, ils ont été suivis dans cette démarche par dix-sept seigneurs restés fidèles au premier ou du moins modérés dans leurs revendications. La liste de ces vingt sept modérateurs figure dans le préambule de la charte.
|    | Seigneurs conciliateurs | Évêques témoins                                                                    | Abbés témoins                        |
| -- | ----------------------- | ---------------------------------------------------------------------------------- | ------------------------------------ |
| 1  |                         | Étienne Langton, archevêque de Cantorbéry, cardinal de l’Église catholique romaine | abbé de St Edmunds                   |
| 2  |                         | Henri de Londres, Archévêque de Dublin (en)                                        | abbé de St Albans                    |
| 3  |                         | Guillaume de Sainte-Mère-Église, évêque de Londres                                 | abbé de Bello                        |
| 4  |                         | Jocelyn de Wells, évêque de Bath et Wells                                          | abbé de St Augustine's in Canterbury |
| 5  |                         | Pierre des Roches, évêque de Winchester                                            | abbé de Evesham                      |
| 6  |                         | Hugues de Wells, évêque de Lincoln                                                 | abbé de Westminster                  |
| 7  |                         | Herbert Poore (« Robert »), évêque de Salisbury                                    | abbé de Peterborough                 |
| 8  |                         | Benoît de Sausetun, évêque de Rochester                                            | Simon, abbé de Reading               |
| 9  |                         | Gautier de Gray, évêque de Worcester                                               | abbé d’Abingdon                      |
| 10 |                         | Geoffrey de Burgo, évêque d'Ely                                                    | abbé de l'Abbaye de Malmesbury       |
| 11 |                         | Hugues de Mapenor, évêque de Hereford                                              | abbé de Winchcomb                    |
| 12 |                         | Richard Poore, évêque de Chichester (frère de Herbert/Robert ci-dessus)            | abbé de Hyde                         |
| 13 |                         |                                                                                    | abbé de Chertsey                     |
| 14 |                         |                                                                                    | abbé de Sherborne                    |
| 15 |                         |                                                                                    | abbé de Cerne                        |
| 16 |                         |                                                                                    | abbé de Abbotebir                    |
| 17 |                         |                                                                                    | abbé de Middleton                    |
| 18 |                         |                                                                                    | abbé de Selby                        |
| 19 |                         |                                                                                    | abbé de Cirencester                  |
| 20 |                         |                                                                                    | abbé de Hartstary                    |

La liste des vingt-cinq barons constitués par l'article 61 en un sénat est connue par la Chronica Majora et le Liber Additamentorum de Matthieu Paris. Elle est corroborée par un certain nombre d'actes postérieurs qui ont été conservés et un manuscrit retrouvé à l'abbaye de Reading

## Devenir des chartes de 1215 et 1225

### Annulation immédiate
Le roi Jean n'avait pas la moindre intention de respecter la Magna Carta, puisqu'elle lui avait été extorquée par la force et que la clause 61 neutralise en fait son pouvoir de monarque, ne lui laissant de roi que le nom. Il la dénonce dès que les barons eurent quitté Londres, plongeant l'Angleterre dans la guerre civile appelée première guerre des Barons.
Dès le 24 août, le pape Innocent III, lui aussi, déclare nul cet « accord scandaleux et dégradant, arraché au roi par violence et menace. » Il rejette tout référence à des droits, prétendant que cela abaisse la dignité du roi Jean. Il y voit un affront contre l'autorité qu'a l'Église sur le roi. Il délie explicitement Jean du serment qu'il a fait d'y obéir.

### Excommunication des rebelles en 1215
Début septembre 1215, trois commissaires mandatés par le pape débarquent en Angleterre. Ce sont Pierre des Roches, évêque de Winchester, Simon, abbé de Reading et le sous-diacre et légat Pandolphe Veraccio (en). Les trois avaient participé directement aux négociations qui ont abouti à la rédaction de la charte. Conformément aux instructions reçues d'Innocent III, ils reviennent sur les engagements pour lesquels ils s'étaient portés témoins et procèdent aussitôt à l'excommunication des barons (en) ainsi que des autres clercs qui ont, selon une vision de la monarchie qui préfigure le droit divin, attenté au monarque protecteur de l'Église.
Neuf de ces barons et six de ces clercs sont connus par une lettre adressée de Douvres le 5 septembre à l'archevêque Étienne Langton. Celui-ci, refusant d'appliquer la décision du pape, sera à son tour non pas excommunié mais suspendu.
Barons
- Robert Fitzgauthier (en), baron de Dunmow le Petit,
- Saer de Quincy, premier comte de Guicastre,
- Richard de Clare, troisième comte de Hertford
- Geoffroy de Mandeville (en), deuxième comte d'Essex et baillistre de Gloucestre,
- Eustache de Vescy (en), seigneur d'Alnwick
- Richard de Percy (en), cinquième baron Percy (en),
- Jean de Lacy, second comte de Lincoln, seigneur de Pontefract, connétable de Cestre,
- William d'Aubigné, seigneur de Belvoir,
- Guillaume de Montbray (en), sixième baron de Trêche.

Clercs
- Gilles de Briouze (en), évêque de Hereford,
- Guillaume, archidiacre de Hereford (en),
- Alexandre, chanoine vraisemblablement de Saint Alban
- Osbert de Somme
- Jean de Ferreby
- Robert, chapelain de Robert Fitzgauthier (en) sus nommé

### Promulgations ultérieures (1216-1300)

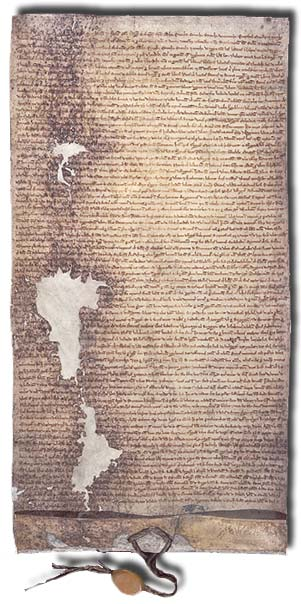
La Magna carta abrégée promulguée en 1225
par Henri III.

Jean meurt de dysenterie pendant la guerre, le 18 octobre 1216 et la nature de la guerre s'en trouve tout de suite changée. Son fils de neuf ans, Henri III, lui succède et ses partisans comprennent que les barons rebelles préféreront se montrer loyaux envers un enfant. C'est pourquoi le jeune garçon est rapidement couronné, à la fin d'octobre 1216, ce qui met fin à la guerre. Les régents de Henri promulguent une nouvelle fois la Magna Carta en son nom le 12 novembre 1216, mais omettent quelques clauses, dont la clause 61. Ils renouvellent l'acte en 1217.
Quand il atteint ses dix huit ans, en 1225, Henri III lui-même la promulgue, dans sa version courte. Elle compte désormais trente sept articles. La concession de la charte est l'occasion de lever en contrepartie, ce qui fait l'objet de son dernier article, un impôt d'un quinzième de la valeur des meubles de chaque sujet. Henri III règne pendant cinquante six ans, le plus long règne d'un roi anglais au Moyen Âge, si bien qu'à sa mort, en 1272, la Magna Carta est devenue en Angleterre un précédent juridique incontestable. Il sera plus difficile pour un monarque désormais de l'annuler, comme le roi Jean avait essayé de le faire près de trois générations plus tôt.

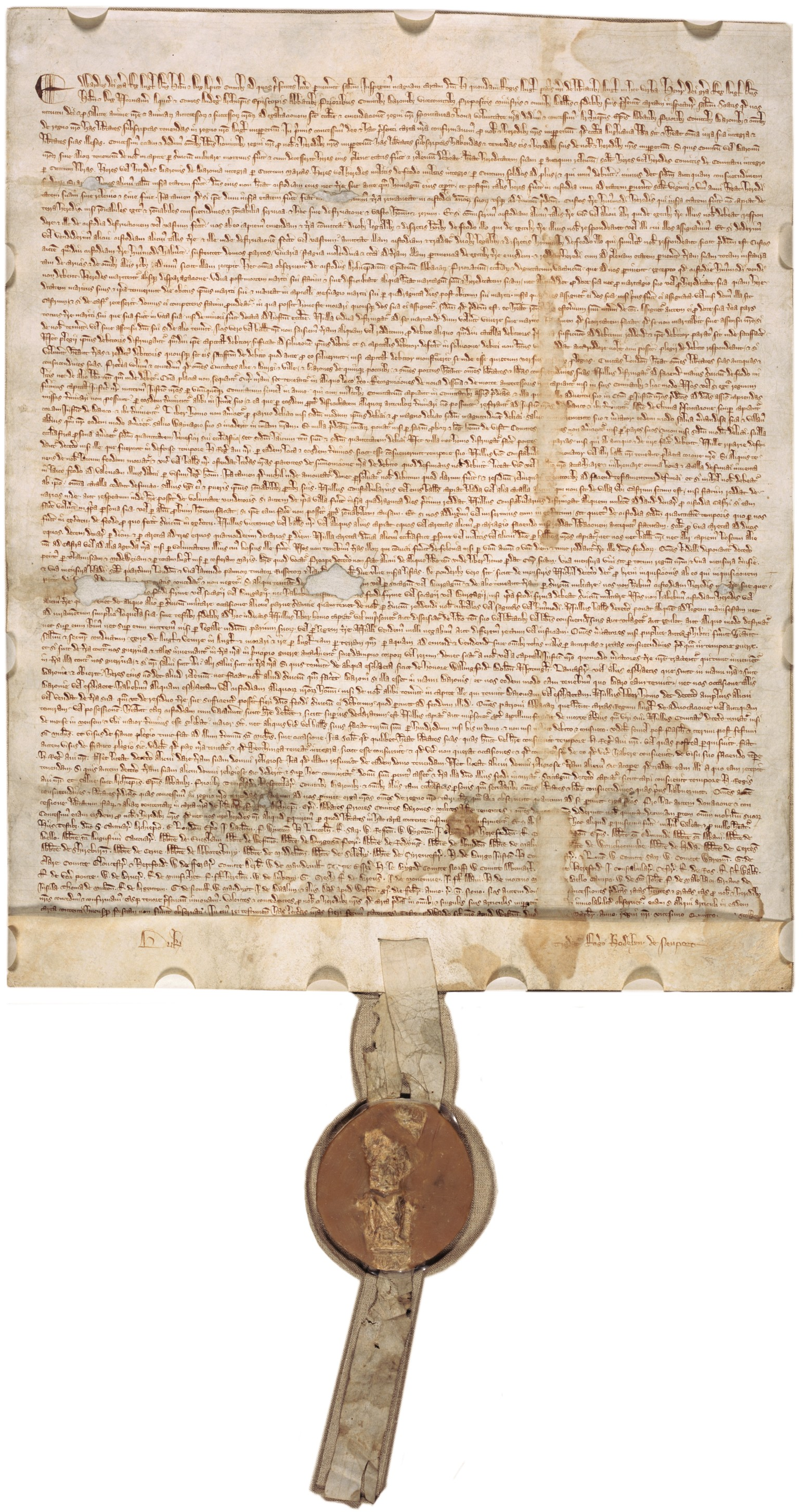
Un des exemplaires rédigé à l'occasion de la « Confirmatio Cartarum », confirmation des chartes concédée début 1297 par Édouard et abrogée en 1305. Il est exposé depuis 2007 aux Archives nationales de Washington.

Édouard Ier, fils d'Henri III, hérite d'un société féodale et d'une situation financière que les seuls articles de la Magna Carta censés encadrer ne règlent plus. Plusieurs actes viennent les préciser. En 1275, le Statut de la juiverie (en) vient au secours des grands propriétaires endettés. À partir de 1278, les cours de justice royales cherchent à asseoir les charges comme les titres de propriétés, ainsi que les impôts afférents, sur des preuves Quo warranto. En 1290, la loi Quia Emptores (en) garantit le maintien d'une suzeraineté indivise à travers les aliénations multiples pratiquées par les vassaux et le démantèlement des fiefs.
Le roi et le Parlement assoient l'ensemble le 12 octobre 1297 sur une Confirmation des chartes. La version courte de Magna Carta, celle qu'Henri III a promulguée en 1225, est édictée une dernière fois en cette occasion, en même temps que la Charte de forêt. La Confirmatio cartarum est concédée dans le but d'obtenir une levée d'impôt exceptionnelle auprès des barons prêts à imposer en contrepartie une sorte de code des impôts, le De Tallagio.
Une sorte de décret d'application relatif à la Grande Charte, dans sa forme restreinte, et à la Charte de forêt paraît en 1300, les Articuli super Cartas. Parmi les dix-sept articles, il est stipulé qu'un exemplaire des deux chartes sera délivré à chaque shérif de chaque comté, qu'elles seront lues quatre fois l'an aux plaids, qu'un collège de trois commissaires par comté instruiront les plaintes concernant les seules violations des droits qu'elles instaurent.

### Périclitation auXIVe
En 1305, une bulle du pape Clément V annule la Confirmatio cartarum. Édouard l'interprète dans le sens d'une annulation de la Charte de forêt. Une brève déclaration, six articles limitant le droit d'imposition du roi, est finalement promulguée en 1306 par le Lord Chancelier William Hamilton (en). C'est le Statute de tallagio non concedendo, c'est-à-dire Établissement d'un taillage ne pouvant être consenti, sous entendu sans l'accord de l'Église et des seigneurs. La taille continue toutefois d'être levée ordinairement. Les deux souverains passent alors aux yeux de leurs opposants pour des parjures.

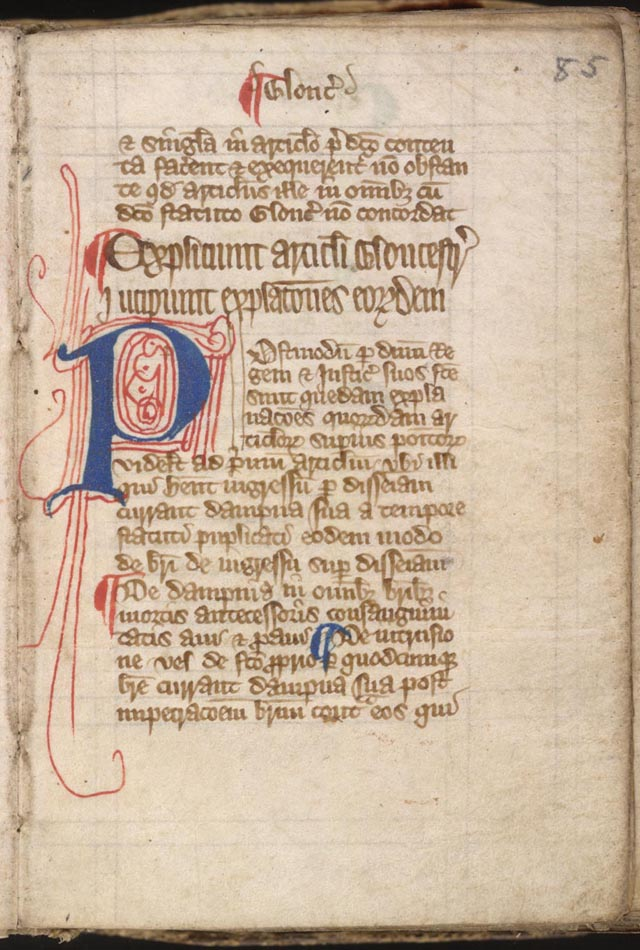
Première page de Magna Charta cum Statutis Angliae, incunable du XIV.

Entre 1331 et 1369, le roi Édouard III fait préciser, voire modifier, certains points de la Grande Charte. Le troisième de ces décrets, appelés aujourd'hui les Six Statuts, paraît en 1354. Il élargit les droits concédés aux seuls hommes libres, nobles fiéfés ou alleutiers, à tout homme quels que soient son état ou sa condition. Il substitue en outre la notion de droit à un procès équitable à celle de droit à être jugé par ses pairs ou par la coutume de son pays.
En pratique, la Magna Carta ne sert aux requérants qu'à casser, relativement rarement, des jugements pris par les shérifs. En 1350, la moitié de ses articles, dans leur version abrégée de 1297, ne sont plus valides soit parce que leur objet ne correspond plus à l'usage soit parce que le droit a été modifié.
Toutefois, les rois qui se succèdent jusqu'à l'avènement de la maison d'York se voient demander par le Parlement confirmation personnelle de la charte de 1225, ce qui se produira au moins trente deux fois. Pendant tout le bas Moyen Âge, les séances d'ouverture de celui-ci commencent habituellement par la lecture de celle-ci, rituel contribuant à ancrer dans les esprits que l'institution en est l'héritière. Henri V de Lancastre sera le dernier à faire la démarche en 1416.

### Éditions et traductions postérieures
La Grande Charte, renouvelée pendant tout le Moyen Âge, l'a aussi été formellement plus tard, à l’époque des Tudors puis des Stuarts, aux XVIIe et XVIIIe siècles.

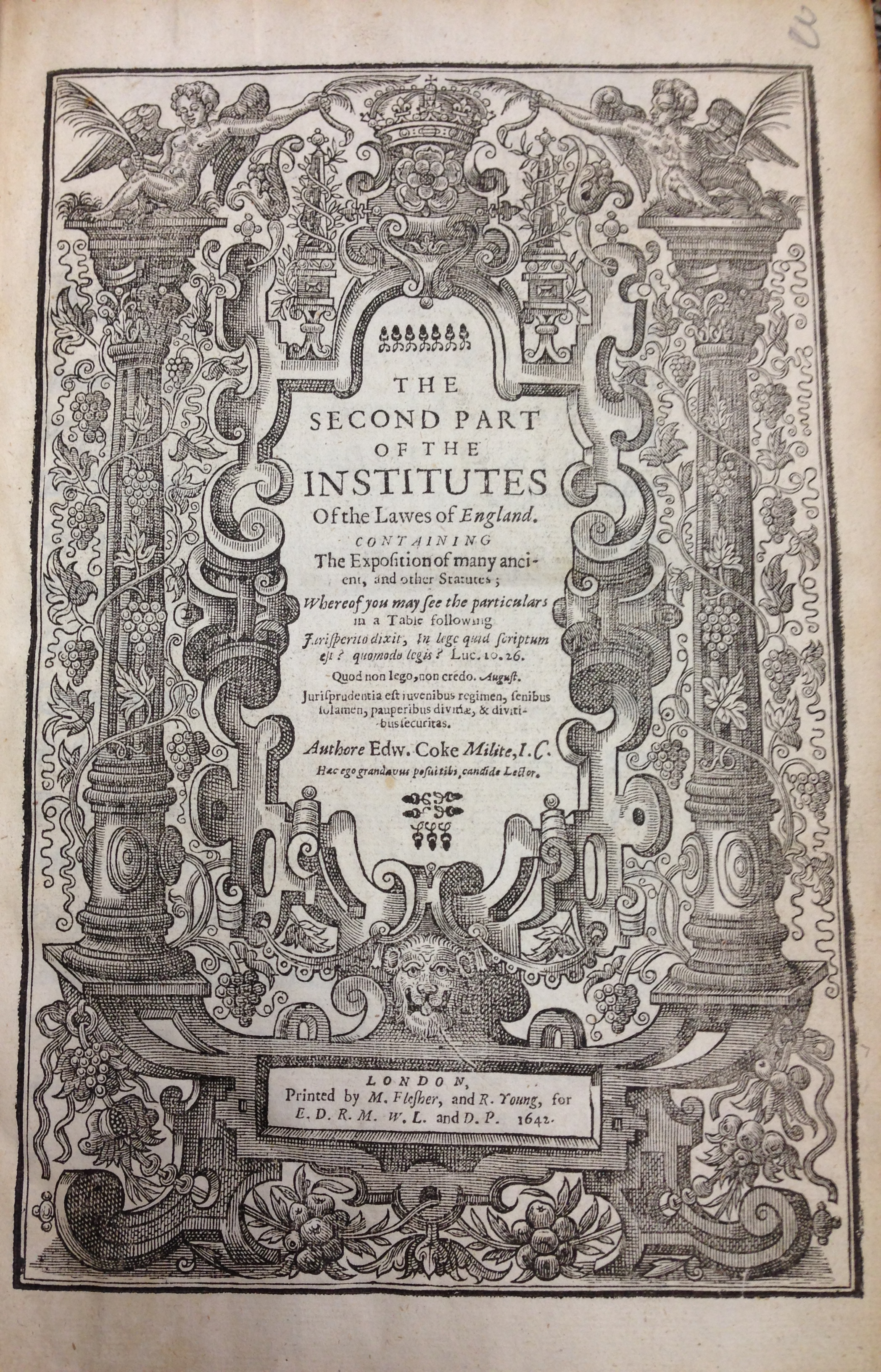
Page titre du second volume des '.

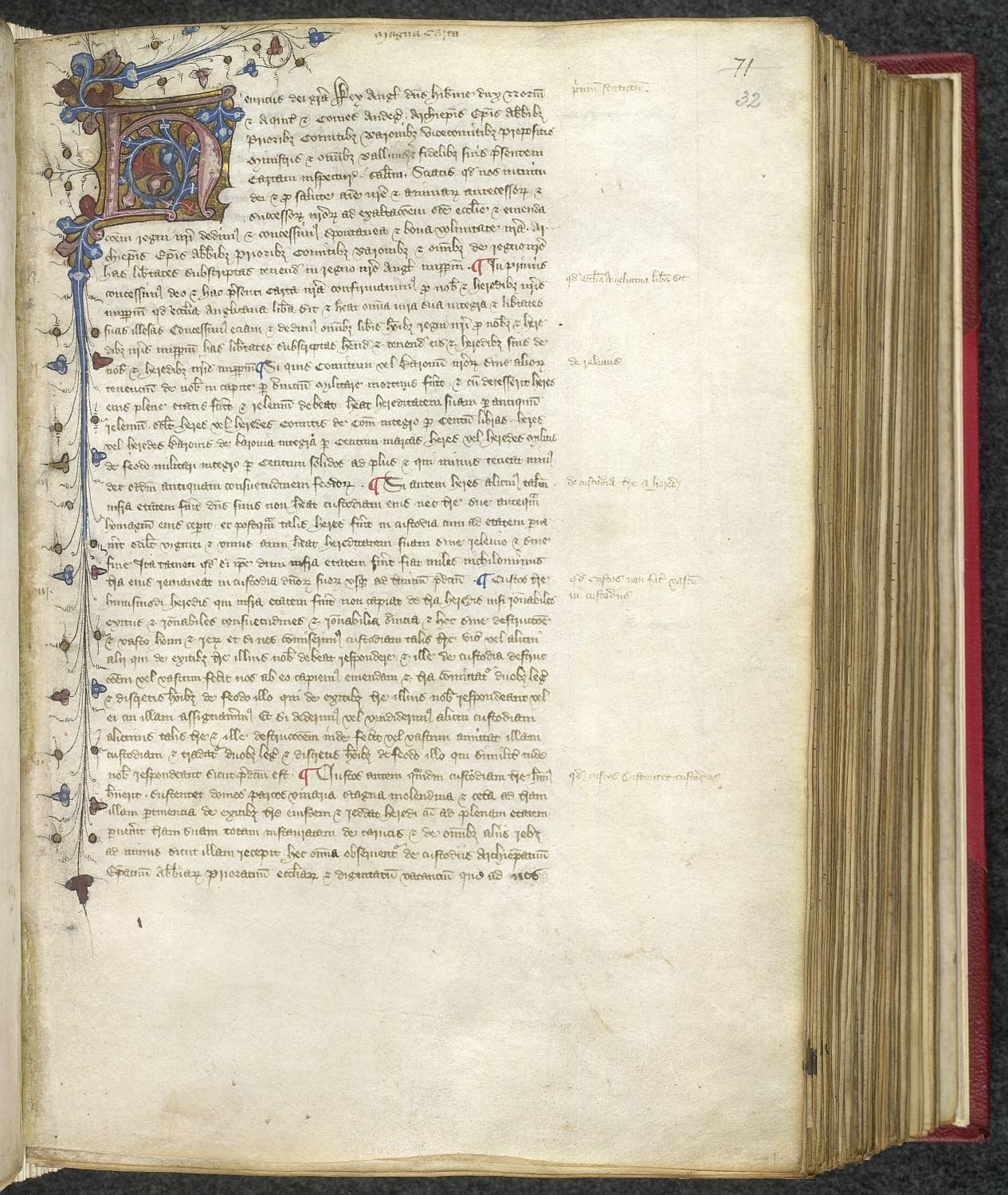
La version de 1297 de la Magna Carta enluminée dans un ouvrage du XV.

La première édition imprimée de la Grande Charte figure dans un ouvrage de Richard Pynson paru en 1508, Magna Carta cum aliis Antiquis Statutis. Elle comporte un certain nombre d'erreurs, qui persisteront, et concerne la version courte de 1225.
En 1527, John Rastell en publie une version anglaise abrégée. Son successeur à l'imprimerie du roi, Thomas Berthelet (en), édite le texte latin complet avec d'autres Ancient Statutes en 1531. En 1534, George Ferrers (en) fait paraître une traduction anglaise du texte complet. Il le présente non pas dans sa forme originale mais divisé en trente sept clauses. Berthelet (en) produit une seconde édition latine en 1540.
La première édition de la version originale de 1215 est préparée en 1610 sous la direction d'Édouard Coke mais c'est toujours celle de 1225 qui est publiée en 1642, après la mort de l'érudit, dans le second volume des Institutes of the Lawes of England (en).

### Actualité de la Grande Charte
Deux articles de la Grande Charte de 1215 sont encore en vigueur dans la loi anglaise, l'article 1 qui garantit la liberté de l'Église, mais il s'agit désormais de l'Église anglicane, et l'article 13 qui garantit la liberté de la Cité de Londres et autres villes bourgeoises. À ces deux articles, s'ajoutent les lois modernes, différentes de celles de la Grande Charte, concernant l'habeas corpus.
La plupart des articles qui étaient alors encore en vigueur ont été abrogés à l'époque victorienne par la Loi de révision constitutionnelle de 1863 (en) votée sous le gouvernement Palmerston. Le reliquat l'a été par la Loi d'abrogation constitutionnelle de 1969 (en).

## Légende et influence de la Grande Charte

### Un mythe fondateur

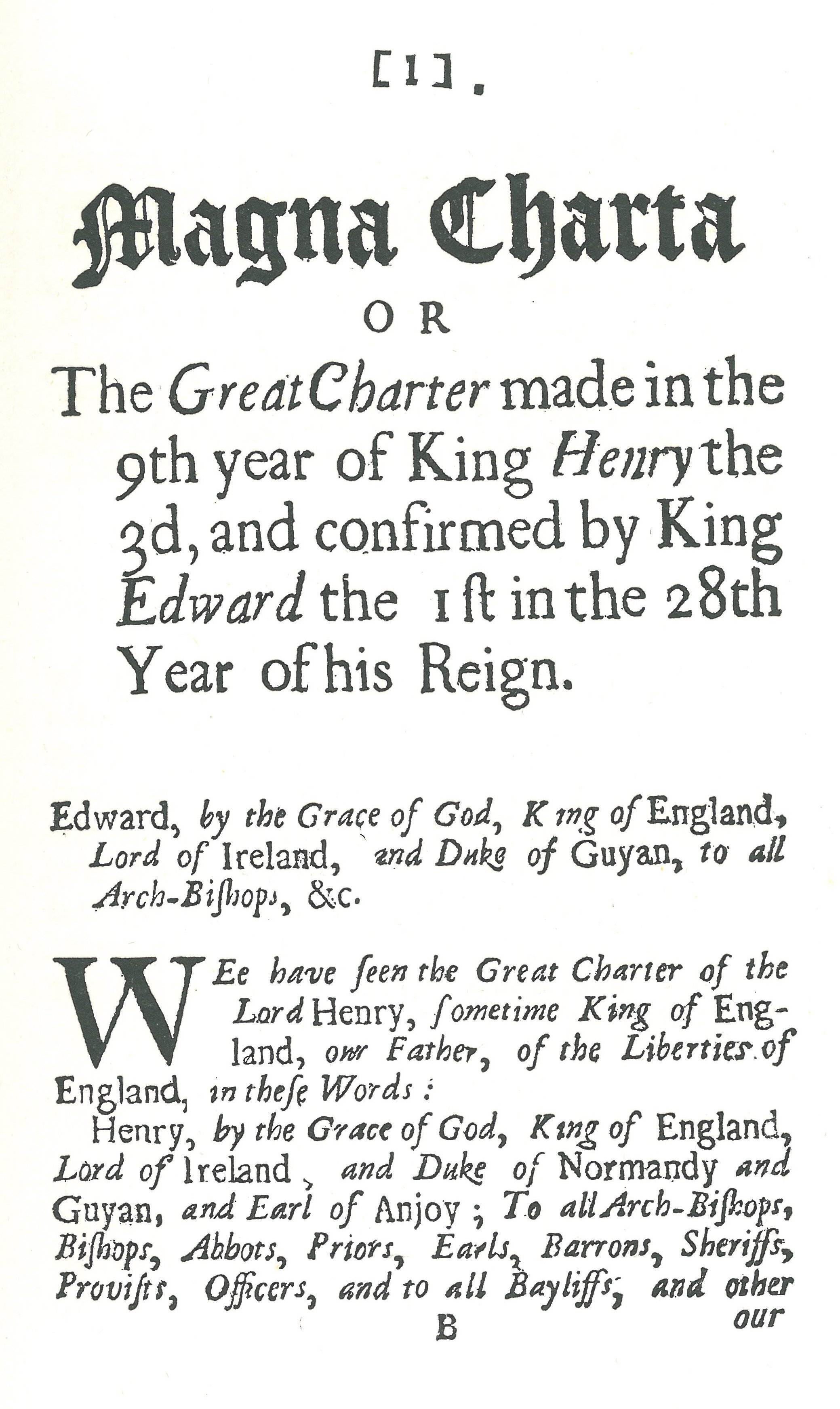
Première page du facsimilé de L'Excellent privilège de la Liberté et de la Propriété publié en 1687 par William Penn.

Cette charte est regardée comme la plus ancienne manifestation importante d’un long processus historique qui a conduit aux règles de légalité constitutionnelle dans les pays anglophones. Il existe dans le droit public un certain nombre de conceptions erronées au sujet de la Grande Charte[réf. nécessaire], on dit ainsi qu’elle aurait été le premier document à limiter légalement le pouvoir d'un roi anglais (ce n'était pas le premier et elle a été créée en se fondant partiellement sur la Charte des libertés) ; qu'elle aurait grandement limité le pouvoir du roi (elle ne l'a guère fait au Moyen Âge) ; et qu'elle aurait été un document unique en son genre (ce genre de documents est désigné par un nom général).
La Grande Charte est pourtant loin d'être le premier acte marquant les progrès continus vers la liberté en Occident. Les exemples abondent. À la même époque, en 1247, le seigneur génovéfain de Chaillot abolit le servage sur les paroisses de son ressort, dont Auteuil, et en 1248 l'abbé de Saint Denis Guillaume en fait autant sur plusieurs nouvelles paroisses. En 1200, Philippe Auguste confirme par la Magna carta mensura les exemptions fiscales accordées aux bourgeois d'Auxerre par le comte de Tonnerre Pierre de Courtenay. Un demi-siècle plus tôt, en 1145, l'abbé de Saint Denis Suger, qui était peut être lui-même fils de serf, initiait le mouvement en accordant des franchises aux roturiers habitant Vaucresson. Dès 1128, le richissime vicomte Hervé de Léon, gendre d'Alain de Rohan et de Constance de Penthièvre, affranchit fiscalement les roturiers venant peupler le futur bourg de Morlaix et prendre le statut nouveau de bourgeois. De nombreuses coutumes locales plus anciennes et enregistrées tardivement garantissaient des droits individuels très étendus, en particulier aux femmes mêmes roturières, par exemple en Irlande, en Bretagne ou en Béarn.

### Un argument contre l'arbitraire à l'époque moderne
Au début du XIXe siècle la plupart des clauses de la Magna Carta avaient été abrogées dans la loi anglaise.

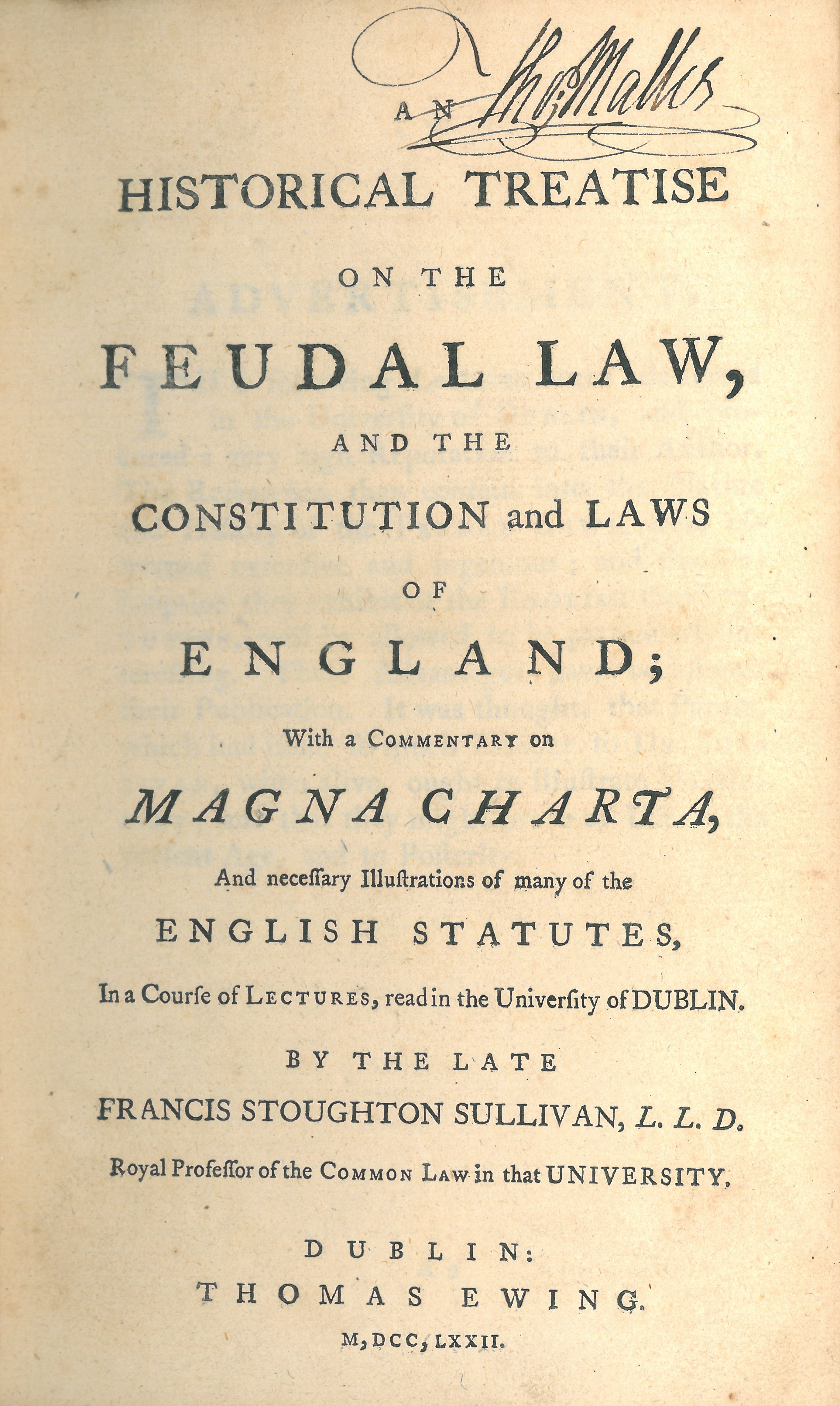
Apologie de la Magna Carta présentée en 1772 par feu comme une trahison historique de la loi féodale.

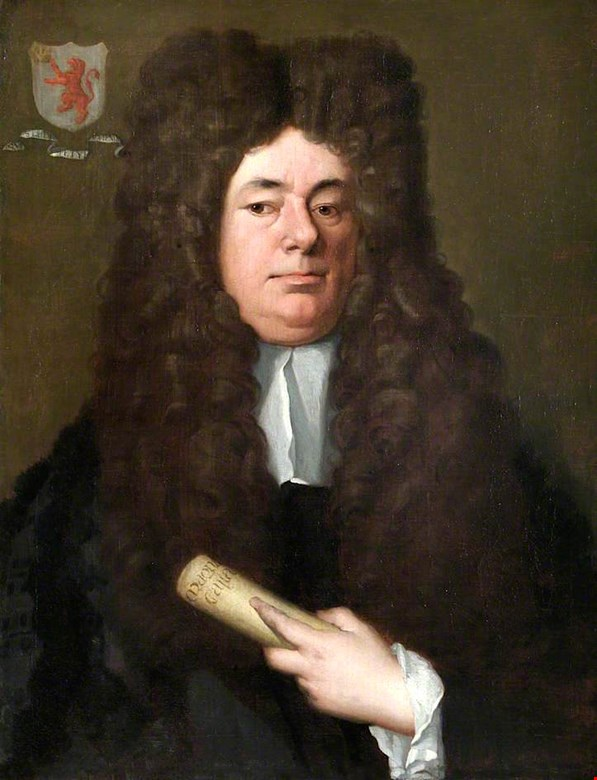
Guillaume Petit, opposant à la séparation des pouvoirs, portraituré vers 1690 par la Magna Carta en main.

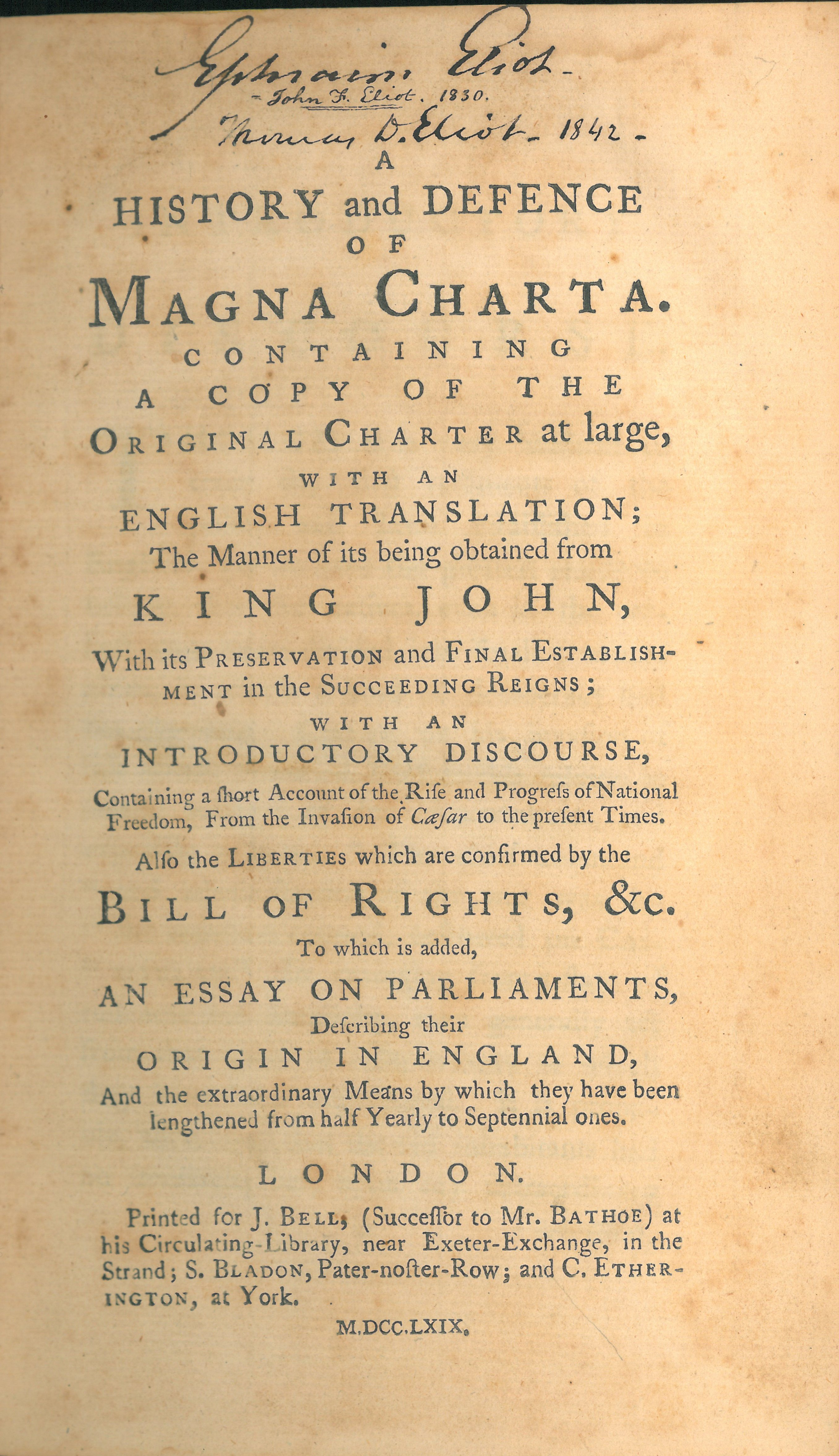
Première page de l’Histoire et défense de la Magna Charta publiée en 1769 par le whig Samuel Johnson.

### Un symbole de l'émergence de l'État de droit contemporain

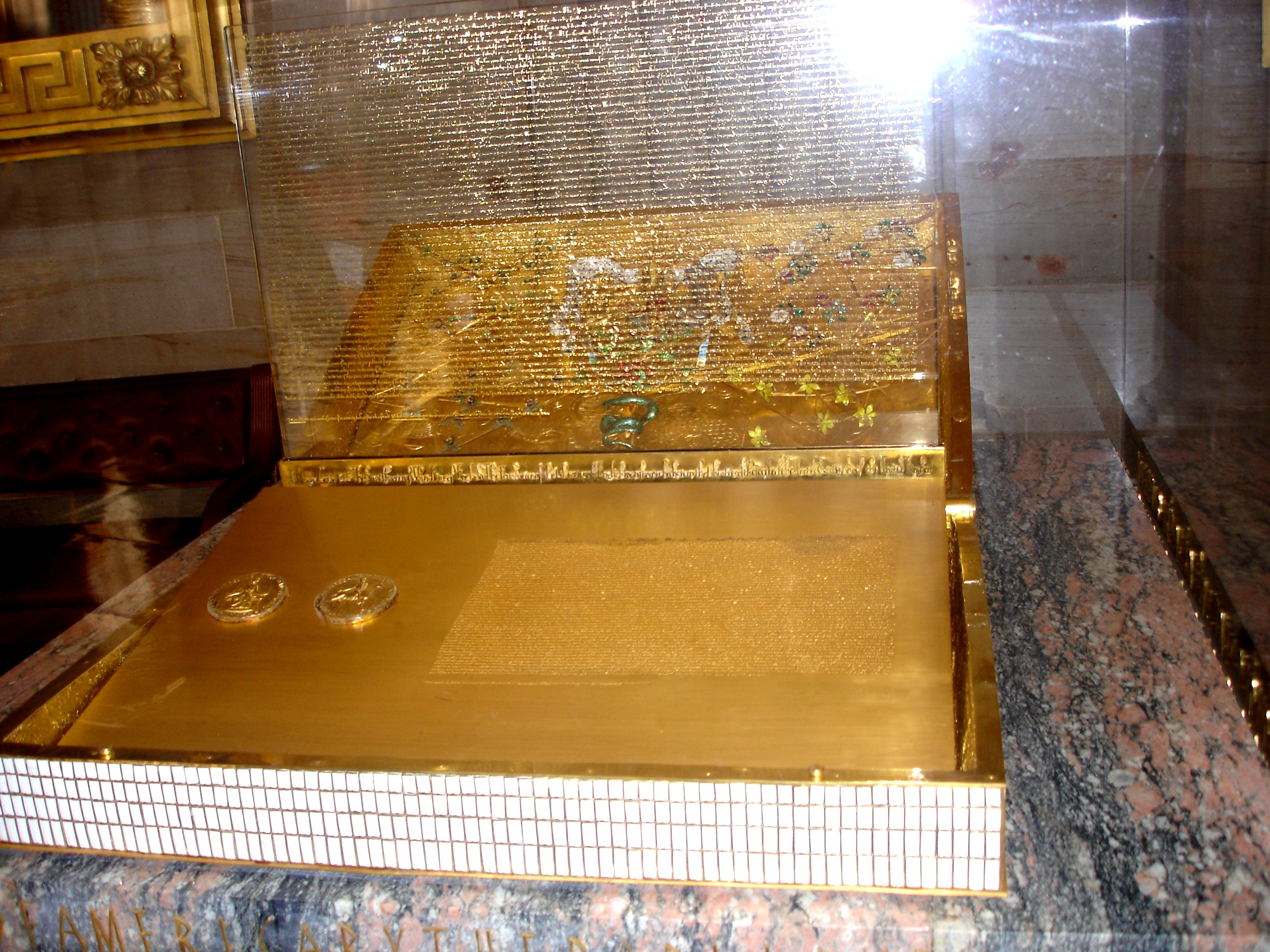
Réplique exposée au Capitole des États-Unis depuis 1976.

L'influence de la Grande Charte hors d'Angleterre peut se remarquer dans la Constitution des États-Unis et la Déclaration universelle des droits de l'homme. En effet, à peu près chaque pays de common law qui possède une constitution a subi l'influence de la Grande Charte, ce qui en fait peut-être le document juridique le plus important dans l'histoire de la démocratie moderne, mais il marque surtout le passage d'un État absolu, à celui d'un État de droit, du fait de la limitation du pouvoir royal qu'il pose.
Quand en août 1941, quatre mois avant le bombardement de Pearl Harbor, Winston Churchill remercie, après deux années de guerre, les États-Unis pour leur soutien en votant la loi prêt bail, c'est la Magna Carta qu'invoque le discours qu'il adresse à Franklin Roosevelt pour inciter celui-ci à amplifier le combat contre le fascisme et le nazisme.

## Célébration

### Mémorial américano-anglais

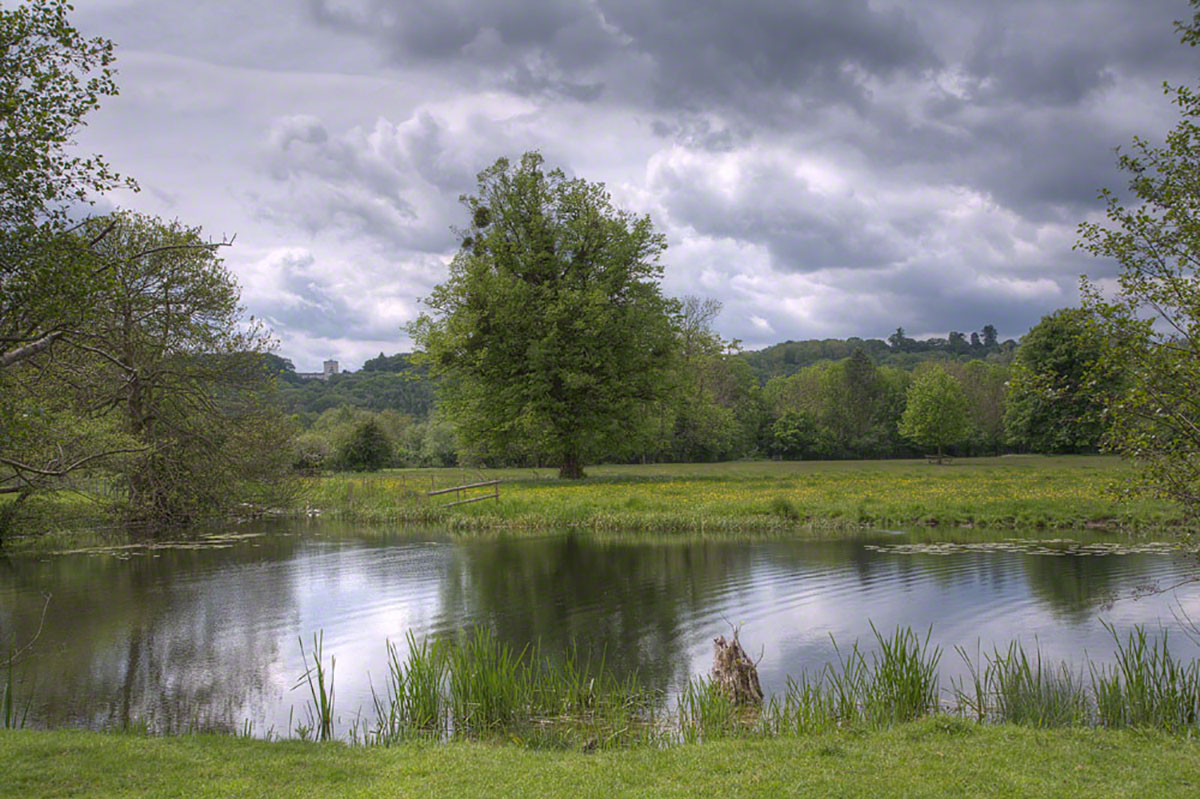
L'île de la Grande Charte cinq cents mètres en contrebas du mémorial.

Runnymede près de Windsor, dans la verdoyante banlieue ouest de Londres, est le lieu cité dans la charte comme étant celui où s'accordèrent les barons rebelles et le roi Jean avant de la sceller. Un mémorial, commandé par l'Association américaine du barreau (ABA) à Edward Maufe, y est inauguré le 18 juillet 1957 par les représentants du barreau américains et britanniques.

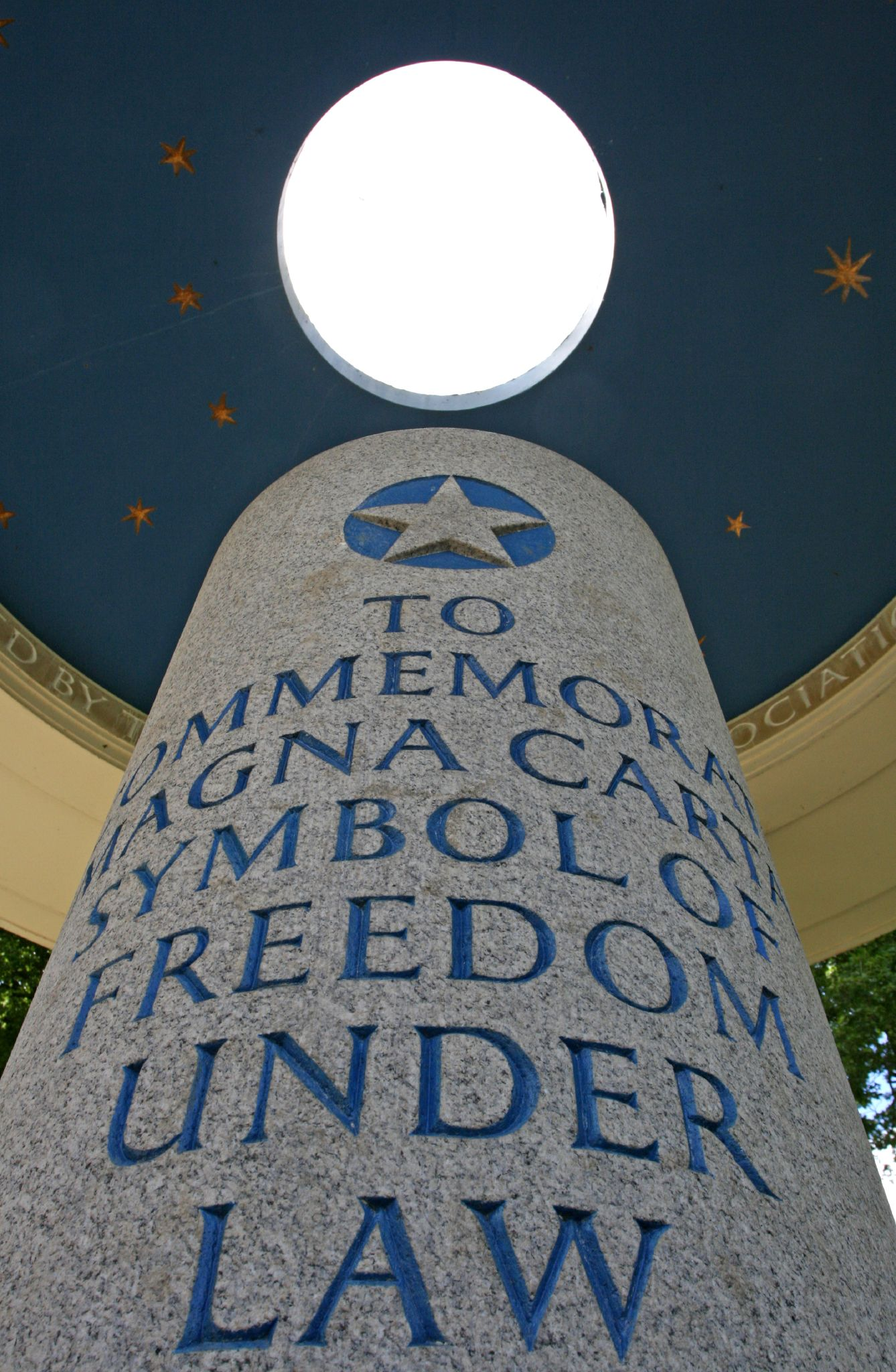
Le pilier to commemorate Magna Carta symbol of freedom under the law.

Le monument domine une île de la Tamise, dite de la Grande Charte (en), réputée avoir été ce « Ronimed » mentionné dans le texte de la charte. Cette localisation très précise s'appuie sur une tradition orale selon laquelle le Witan, cour itinérante du premier « roi des Anglo-Saxons » Alfred le Grand, y siégea en plein air plusieurs fois. L'hypothèse a été avancée que c'est dans le même îlot, long de deux cent dix mètres et situé à la sortie sud de Windsor le Vieux, que le prétendant Henri, fils de Jean sans Terre, reçut deux ans après le scellement et l'abrogation de la Grande Charte, le 5 septembre 1217, le champion des barons, Louis le Lion, dans le cadre des négociations préparant le traité de Lambeth et le renoncement du capétien au trône d'Angleterre.

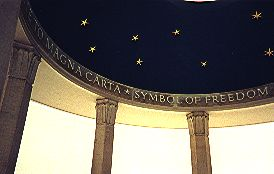
Inscription sur la frise intérieure de la coupole du mémorial. Le décor est une référence à la devise kantienne, le ciel étoilé au-dessus, la loi morale en moi.

Au milieu d'une pelouse close, un monoptère à huit colonnes en béton abrite un pilier en granit sur lequel est gravé en anglais « Pour commémorer la Magna Carta, symbole de liberté dans le respect de la Loi. » Il s'élève non loin d'un mémorial des forces aériennes conçu par le même architecte et inauguré en 1953. Le parc paysager, légué en 1929 par la veuve de Urban Broughton (en), abrite depuis 1932 deux piliers dédicacés à cette figure de l'amitié américano-anglaise qui œuvra au rapprochement des deux pays durant la Première Guerre mondiale. Derrière le mémorial de la Grande Charte s'étend une portion du territoire américain sur lequel ont été construits en 1965 un escalier et une stèle monumentales en mémoire du Président Kennedy assassiné.

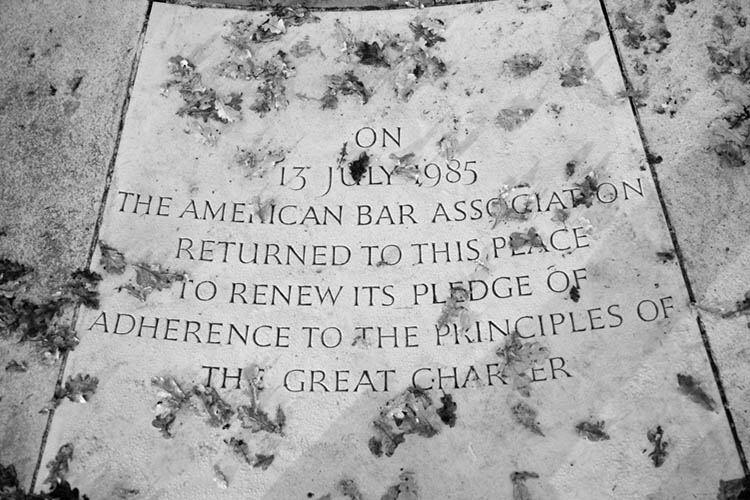
Stèle posée au pied du mémorial en 1985.

Le monument est administré par le Fidéicommis de la Magna Carta que préside de droit le Maître des rôles, homologue britannique du Président de la Chambre civile de la Cour de cassation française. Les cérémonies organisées par l'ABA en 1971 et 1985 ont donné lieu au scellement de pierres commémoratives. En 2007, pour le cinquantième anniversaire de l'inauguration du monument, l'association est représentée par son président Charles Rhyne, qui fit cinquante ans plus tôt la promotion d'un jour de la Jour de la loi (en) appelé de ses vœux à remplacer la Fête du travail.

### Expositions permanentes

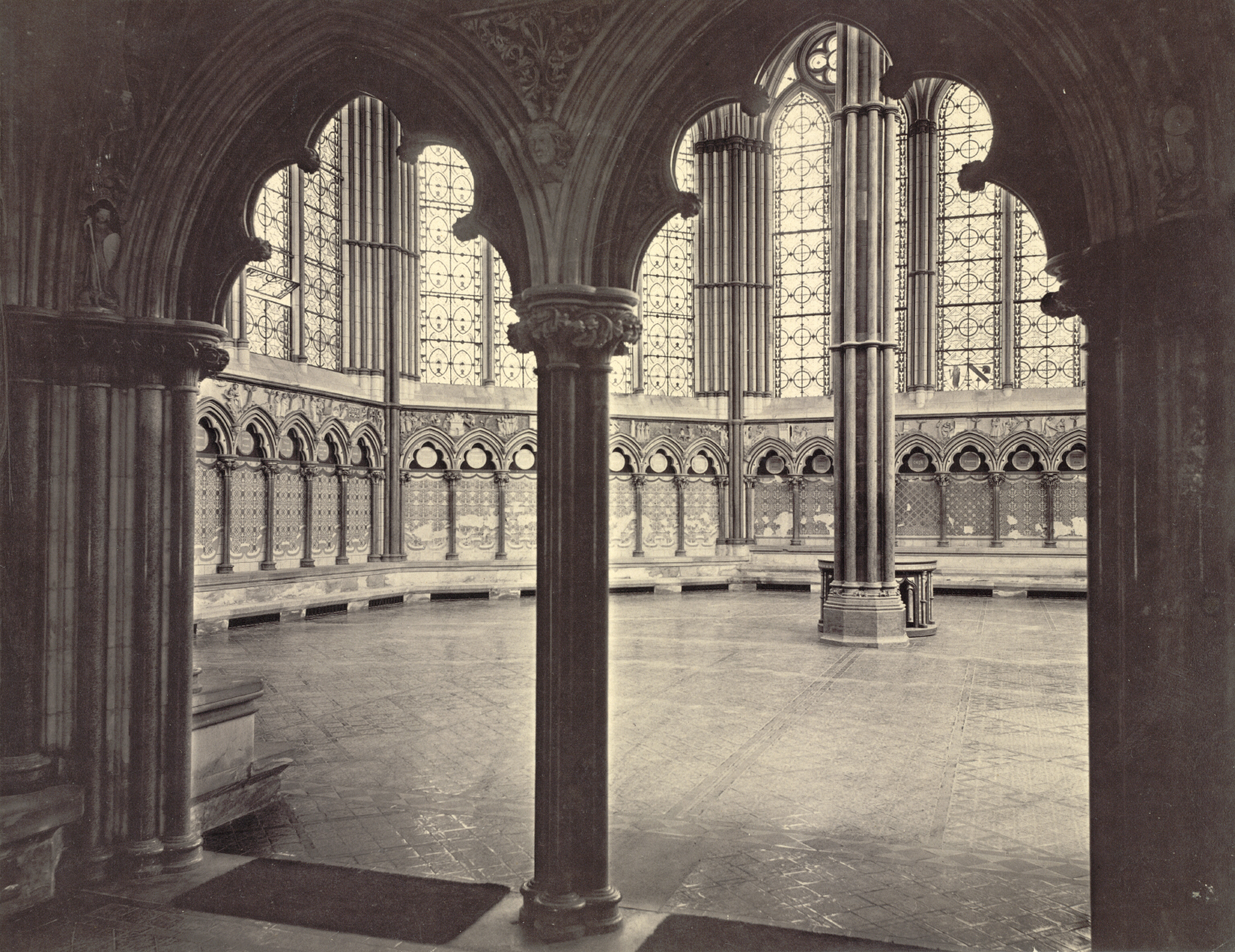
La salle capitulaire octogonale de Salisbury photographiée vers 1875 abritant un exemplaire de 1215.

Des quatre exemplaires de la charte originale de 1215, celui qui est exposé dans la salle capitulaire de la cathédrale de Salisbury est le mieux conservé. La construction de la cathédrale a commencé sous la supervision du chanoine Elias de Dereham (en) cinq ans après le scellement de la Grande Charte. C'est ce clerc qui avait été en 1215 chargé de diffuser les différentes copies de l'acte. C'est vraisemblablement lui qui fit le dépôt au chapitre de Sarum de l'exemplaire aujourd'hui visible. La salle capitulaire date de 1263 et sa décoration actuelle est une reconstitution imaginaire réalisée de 1855 à 1849 par William Burges.
L'exemplaire détenu depuis 1215 par le chapitre cathédral de Lincoln est exposé depuis avril 2015 à la forteresse de Lincoln au côté de la Charte de forêt dans une des maisons anciennes de la cour de la prison victorienne aménagée exprès qui porte depuis le nom du mécène ayant participé à son financement, le milliardaire David Ross (en). C'est une attraction touristique expliquée aux adultes et aux enfants par des films diffusés en continu dans la salle de cinématographe stéréoscopique sur un écran de 210° située au sous sol.

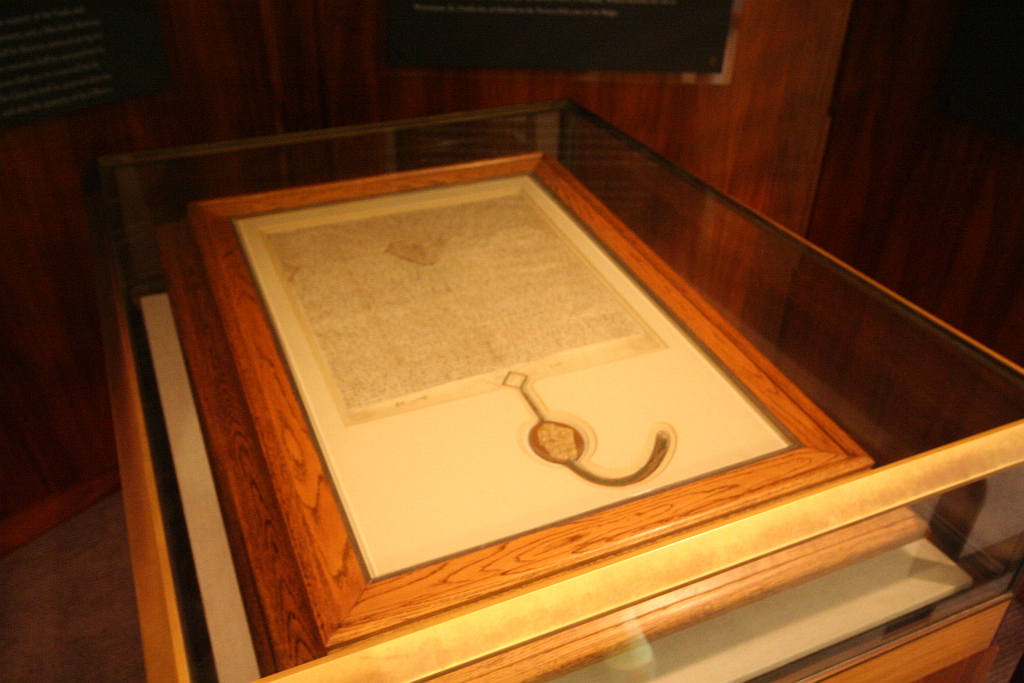
Version abrégée datant de 1297 exposée au Parlement australien. L'accès à la Salle des membres est restreint.

Les exemplaires exposés de façon permanente dans la Salle des membres du nouveau Parlement à Canberra, en Australie, et dans la galerie de la Rotonde ouest aux Archives nationales des États-Unis, à Washington, sont deux des quatre qui subsistent de la version abrégée réécrite en 1297 dans le cadre de la Confirmatio Cartarum, elle-même rédigée en anglo-normand. Le premier a été vendu en 1952 douze mil cinq cents esterlins au gouvernement d'Australie par l'École du roi (en), un lycée privé du Somerset fondé en 1519 à Bruton. Le second a été acheté en 2007 vingt et un millions trois cent mil dollars par le milliardaire David Rubenstein à la fondation d'un autre milliardaire, Ross Perot, laquelle l'avait acquise en 1984 du huitième marquis d'Ailesbury (en) Michel Brudenell, un des héritiers des tabacs Impérial.

### Expositions temporaires

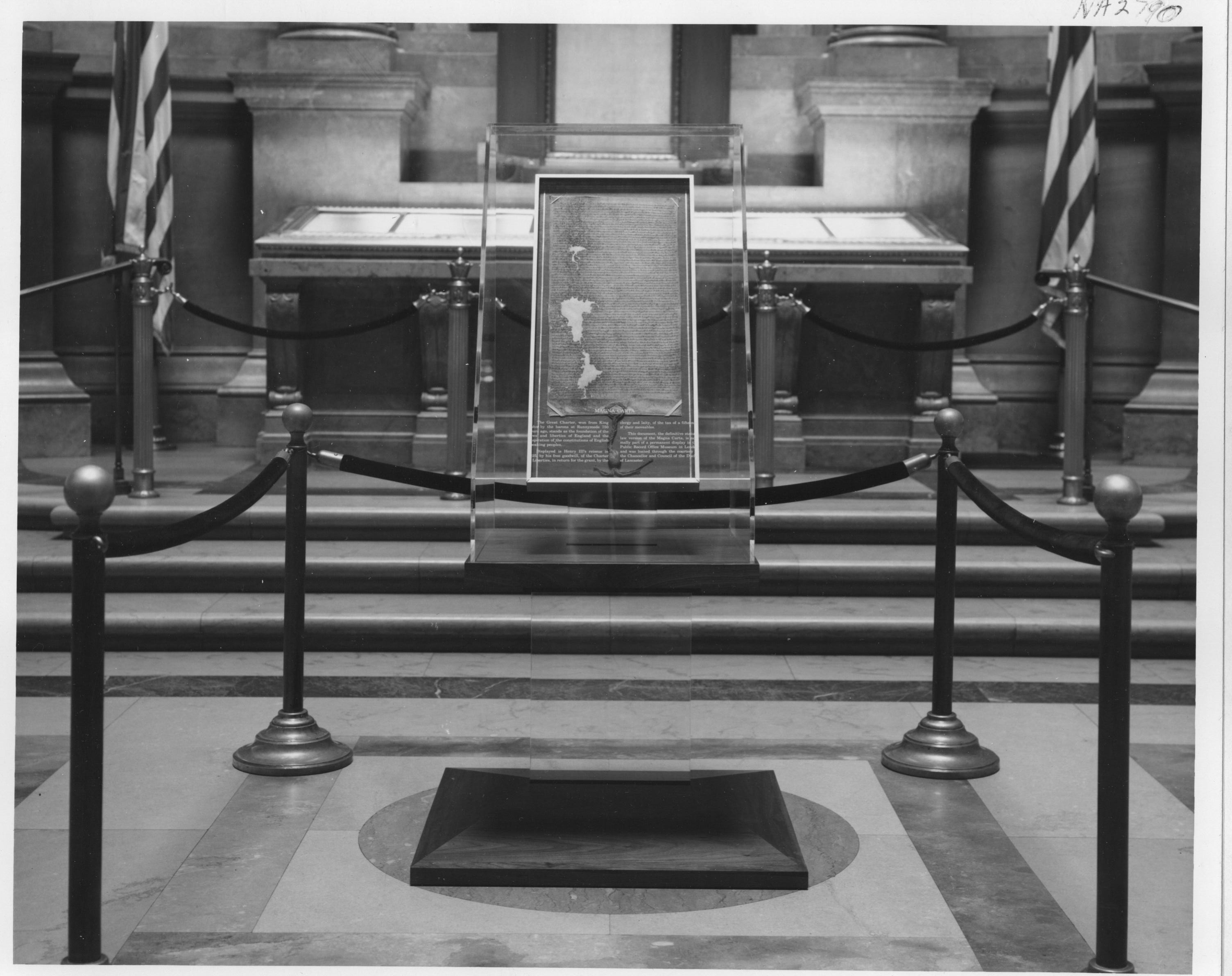
La version de 1225 exposée en 1965 à la galerie de la Rotonde ouest à Washington.

Du 30 avril 1939 au 31 octobre 1940, l'exemplaire de la cathédrale de Lincoln, qui était conservé dans un bâtiment situé en dehors de celle-ci depuis 1846 et est aujourd'hui exposé au château de Lincoln, est présenté dans le pavillon britannique de la Foire internationale qui se tient alors à New York. La guerre déclarée, Winston Churchill envisage de la céder aux États-Unis pour mobiliser l'opinion publique américaine. Le Foreign Office publie une note exprimant son accord, la Magna Carta n'ayant pas « de valeur intrinsèque ». Elle est transférée en décembre 1941 à Fort Knox, dans le Kentucky. En 1944, elle y est exposée et ne retrouve Lincoln qu'au début de l'année 1946.

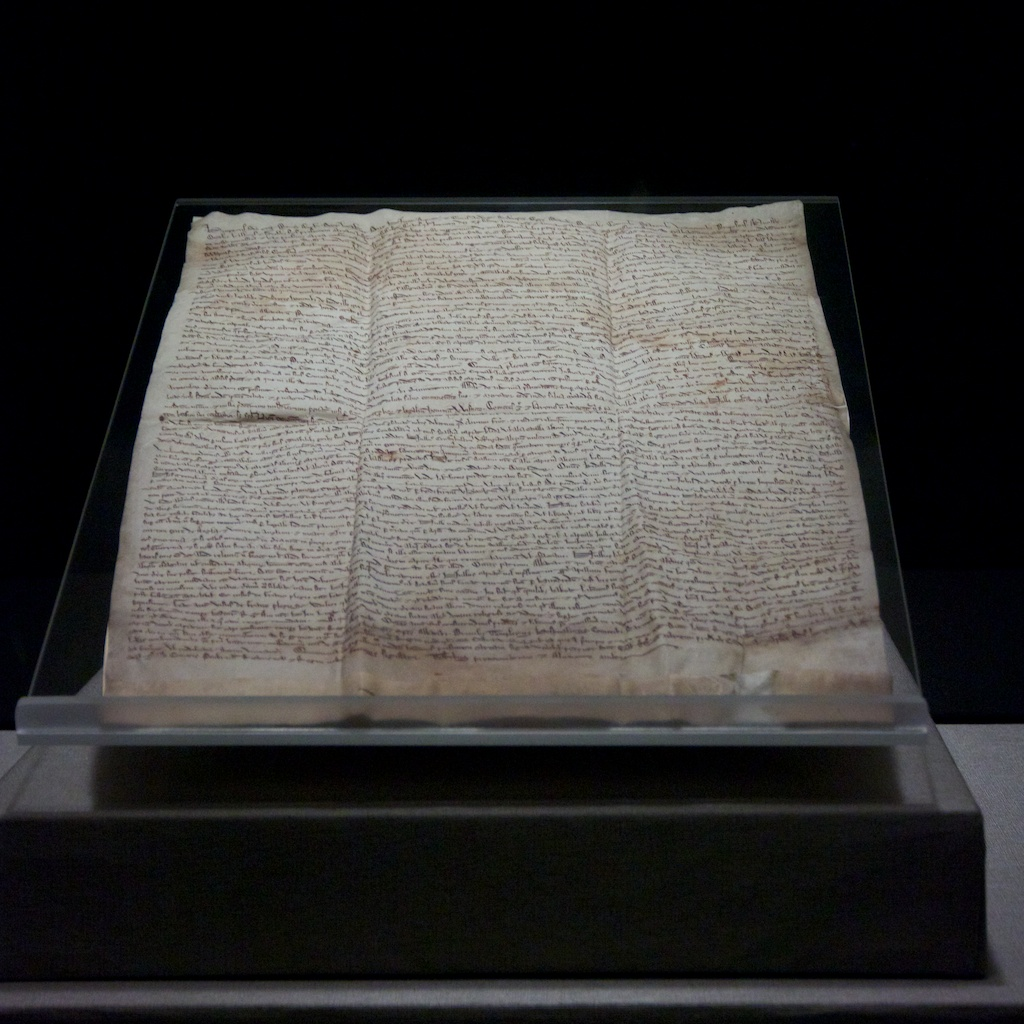
L'exemplaire de Hereford à Houston.

En 2014, du 14 février au 17 août, l'exemplaire de la version de 1217, conservé par le chapitre de la cathédrale de Hereford, est exposé à Houston, dans le Musée des sciences naturelles.

### Divers autres sites et événements commémoratifs

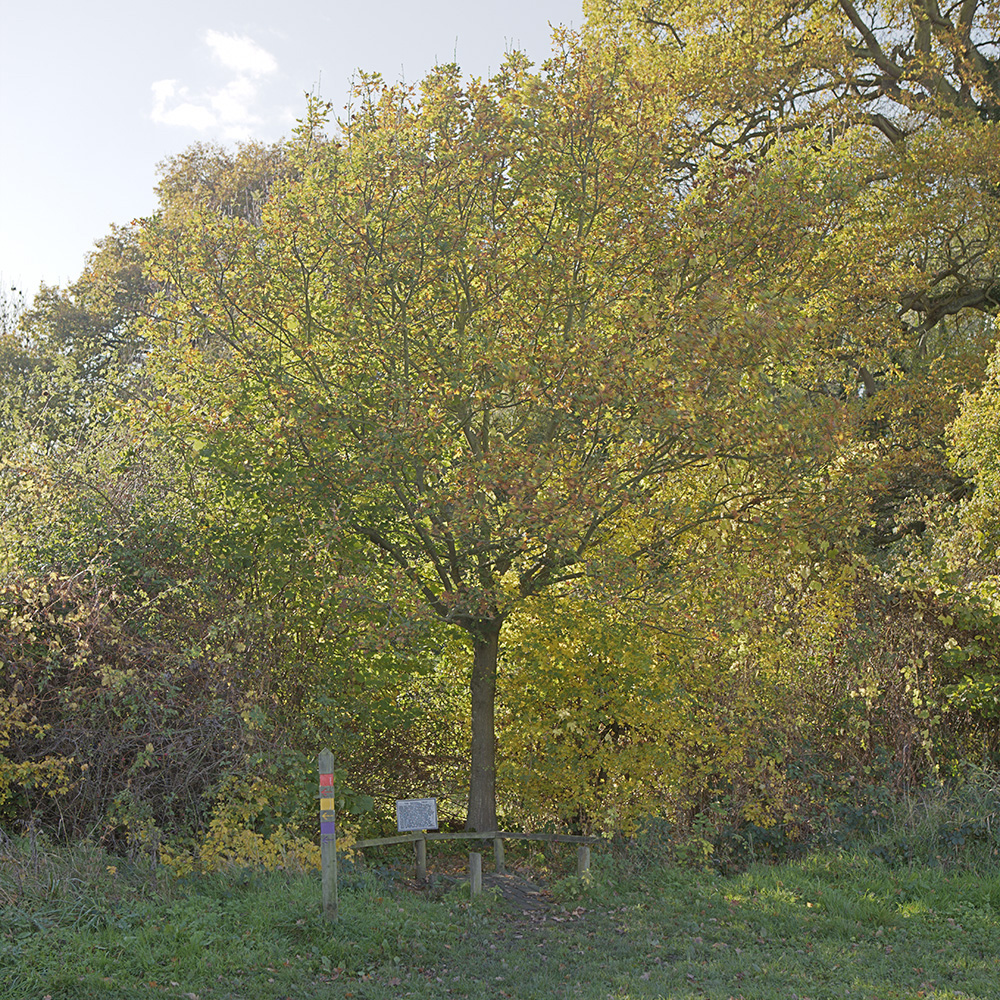
Le chêne du bicentenaire de la Constitution des États-Unis en 2008.

Le 2 décembre 1987, le secrétaire à l'Armée des États-Unis John Marsh plante dans le parc de Runnymede un chêne avec de la terre rapportée de Jamestown, première colonie anglaise qui a prospéré, en Virginie, pour célébrer le bicentenaire de la Constitution « héritière à travers les institutions de la loi anglaise de la Magna Carta ».

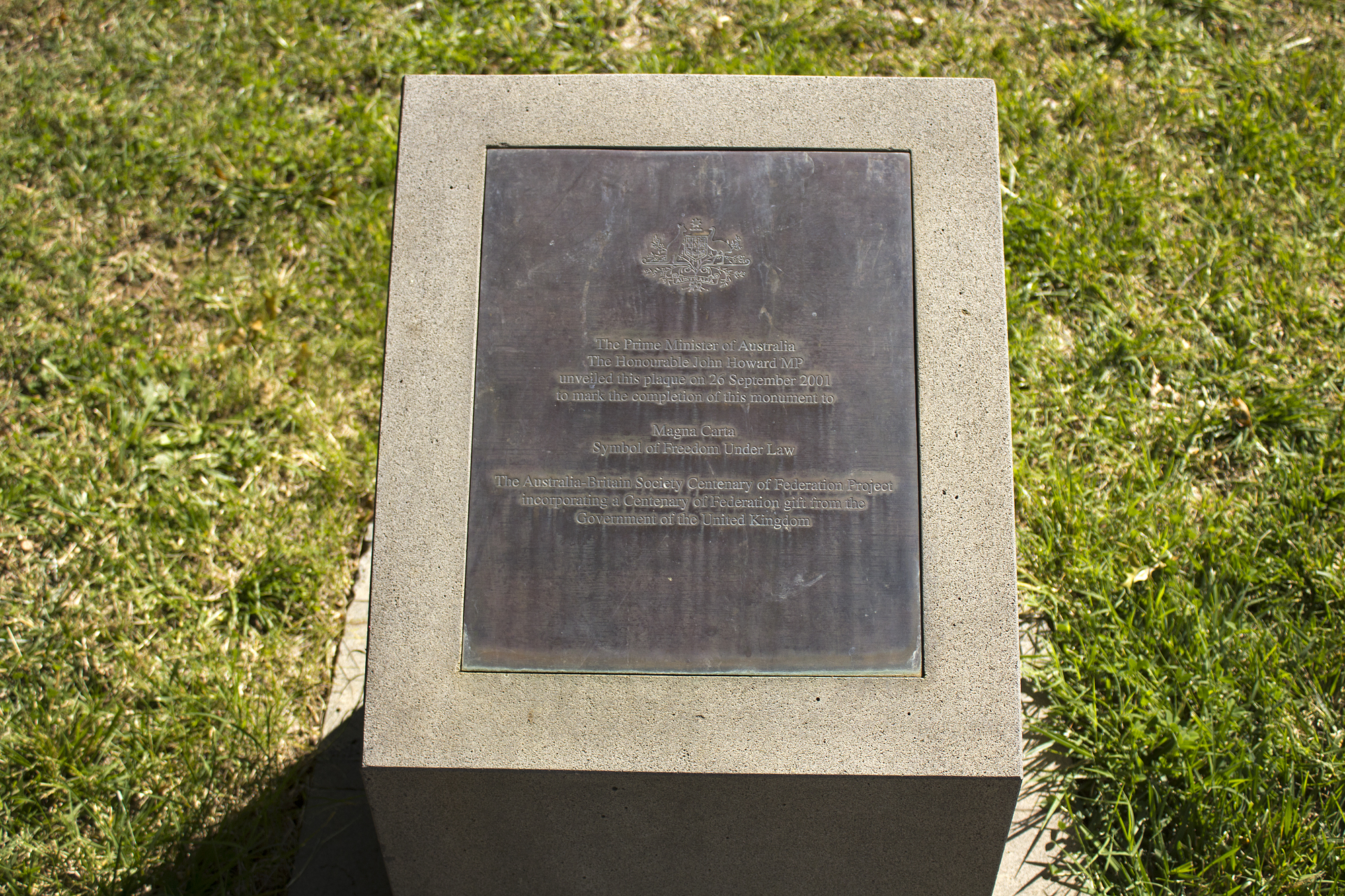
Dédicace de la place Magna Carta à Parkes, banlieue de Canberra.

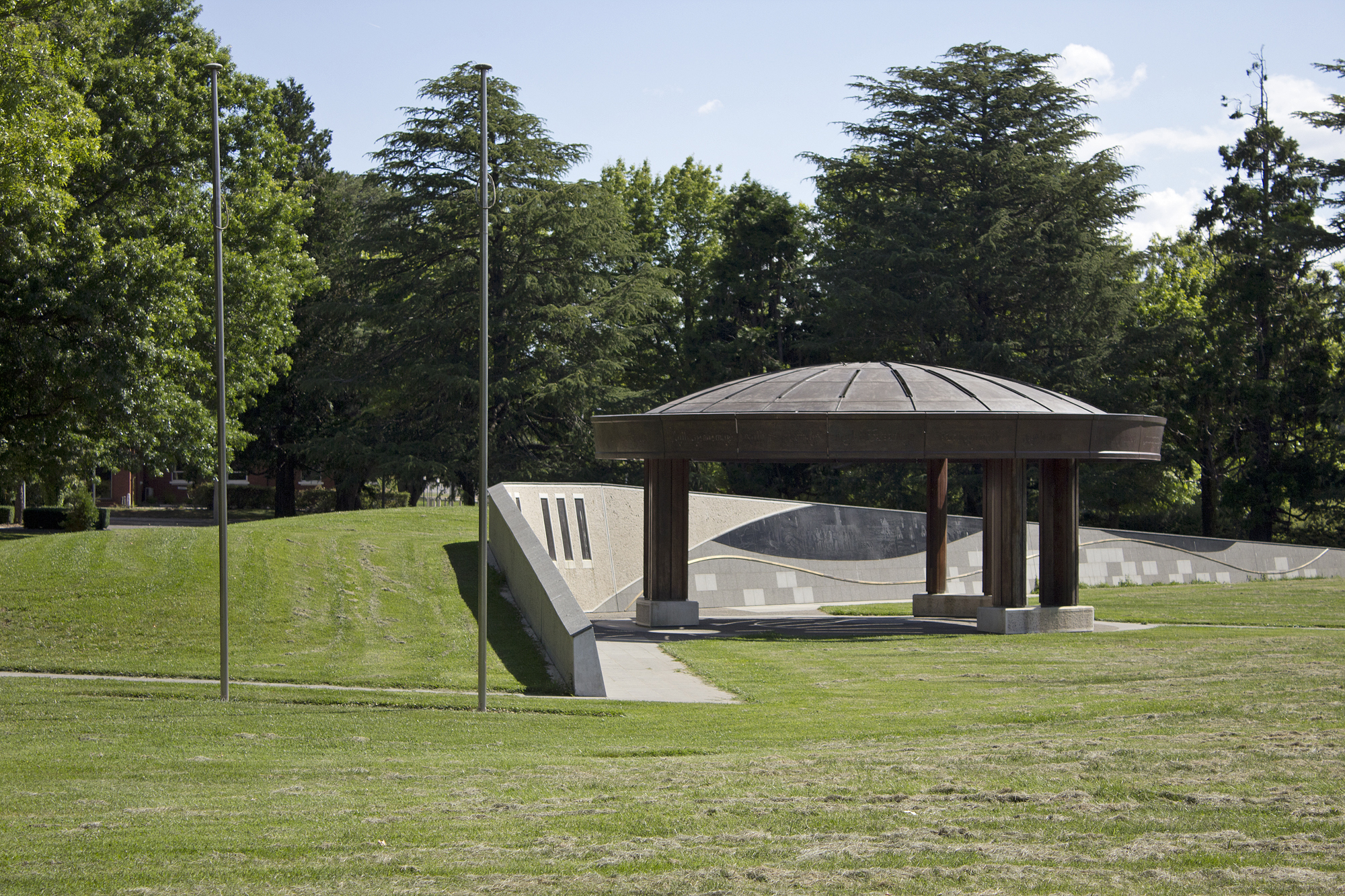
Monument du centenaire de la Fédération de l'Australie sur la place Magna Carta.

Le 12 octobre 1997, le gouvernement d'Australie inaugure dans sa capitale Canberra, au nord-ouest de l'Ancien parlement, une place Magna Carta pour marquer le sept centième anniversaire du scellement de l'acte. En 2000, le gouvernement du Royaume-Uni, en vue de célébrer le centième anniversaire de la fondation de la Fédération de l'Australie, offre à la République d'Australie un monument rappelant celui de Runnymede, qui est inauguré sur cette même place en 2001 par le Premier ministre d'Australie John Howard.

### Huit centième anniversaire
En 2014, la ville de Bury Saint Edmond, où un conciliabule secret à l'origine de la charte se serait tenu entre les barons rebelles en novembre 1214, célèbre avant tout le monde le huit centième anniversaire de celle-ci.
Dès février 2015, la Bibliothèque britannique expose les quatre exemplaires subsistants de la version originale de 1215 rassemblés pour l'occasion. Une exposition itinérante est organisée autour de l'exemplaire de la cathédrale de Hereford dans plusieurs villes à travers le monde, Luxembourg, Hong Kong, Shanghai, Singapour, La Valette et Lisbonne. Le 15 juin 2015, une cérémonie organisée au mémorial de Runnymede réunit sous la conduite de la princesse Anne la reine Élisabeth II entourée de sa famille et l'attorney général des États-Unis Loretta Lynch entouré des représentants de l'Association américaine du barreau.

Expositions pour le huit centième anniversaire de la Grande Charte
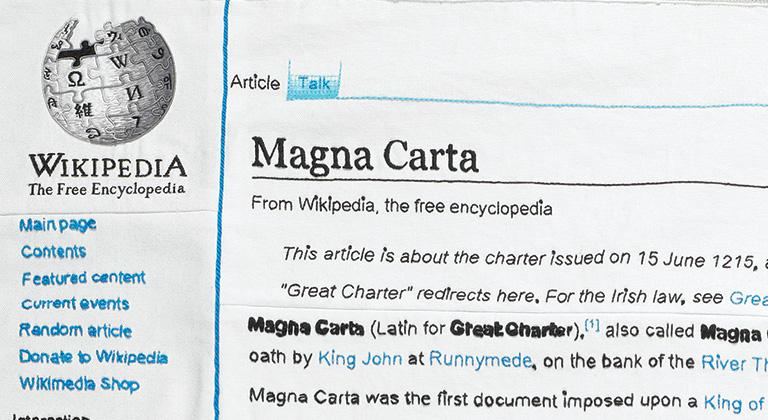
Partie de la broderie reproduisant la page anglaise de Wikipédia sur la Magna Carta réalisée par Cornelia Parker.
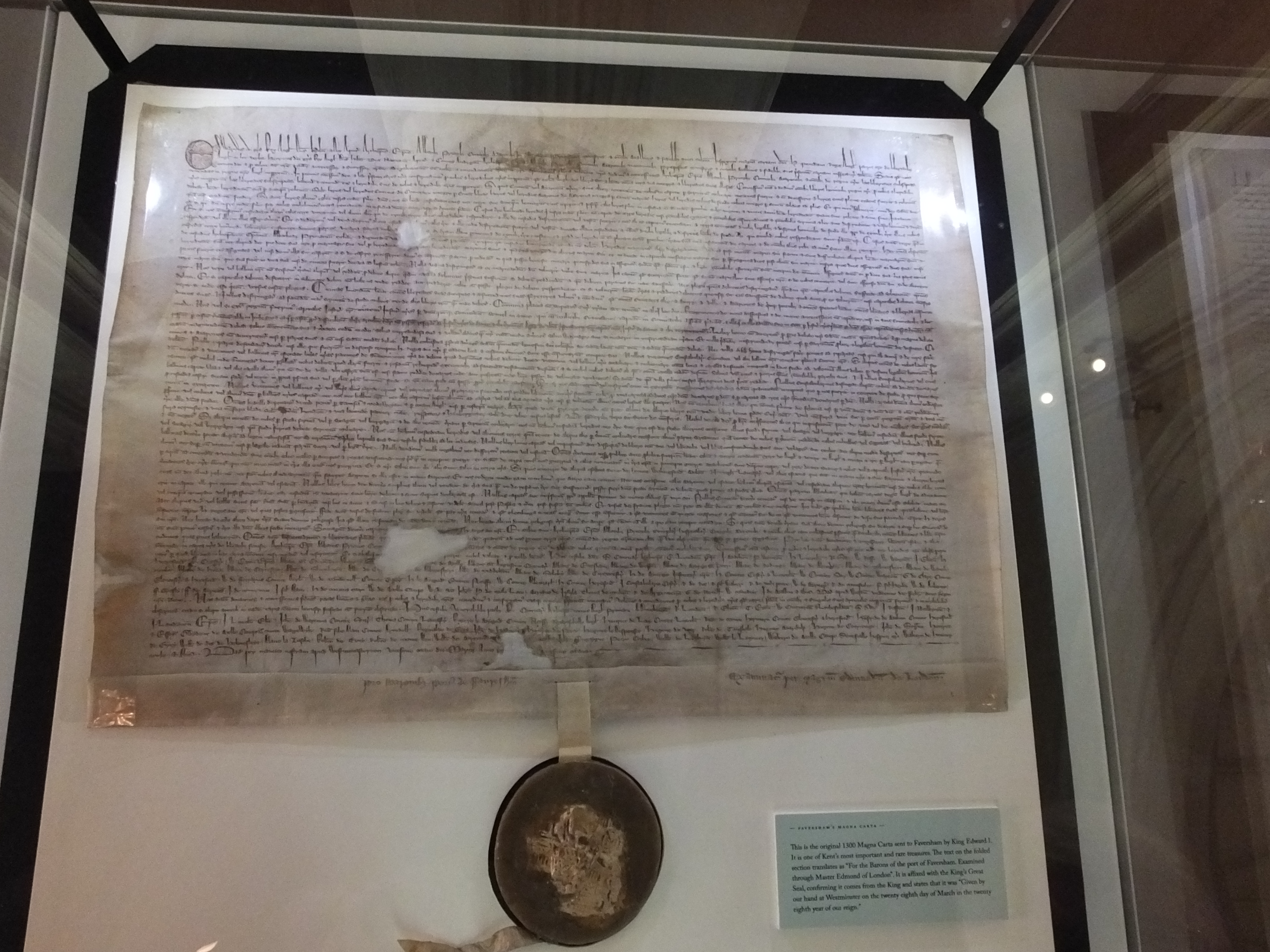
Copie remise par le roi Édouard à la ville de Faversham le 28 mars 1300 et exposée en 2015 en la cathédrale de Rochester.
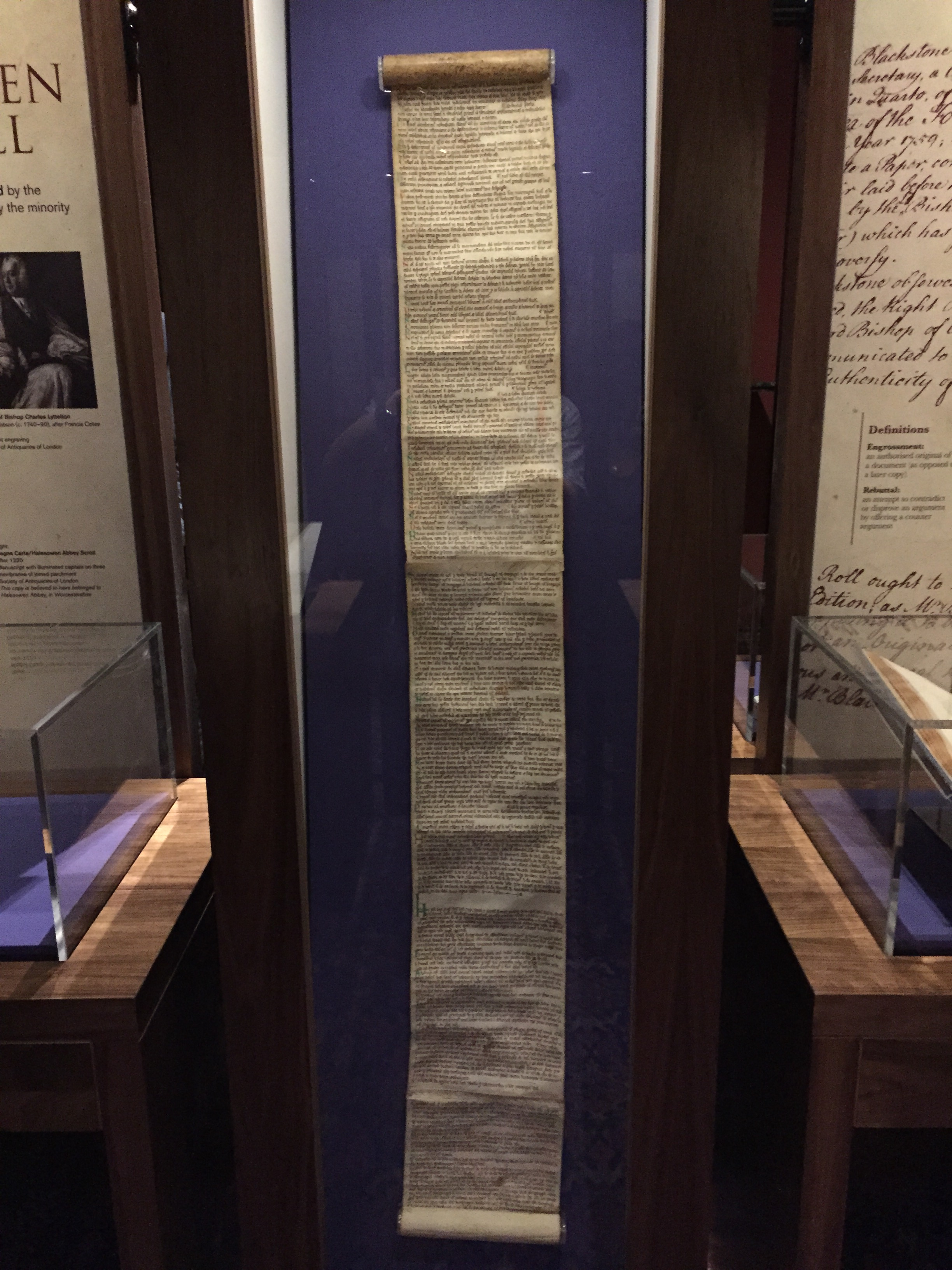
Volumen rédigé à l'abbaye de Halesowen (en) et prêté par la Société des antiquaires de Londres
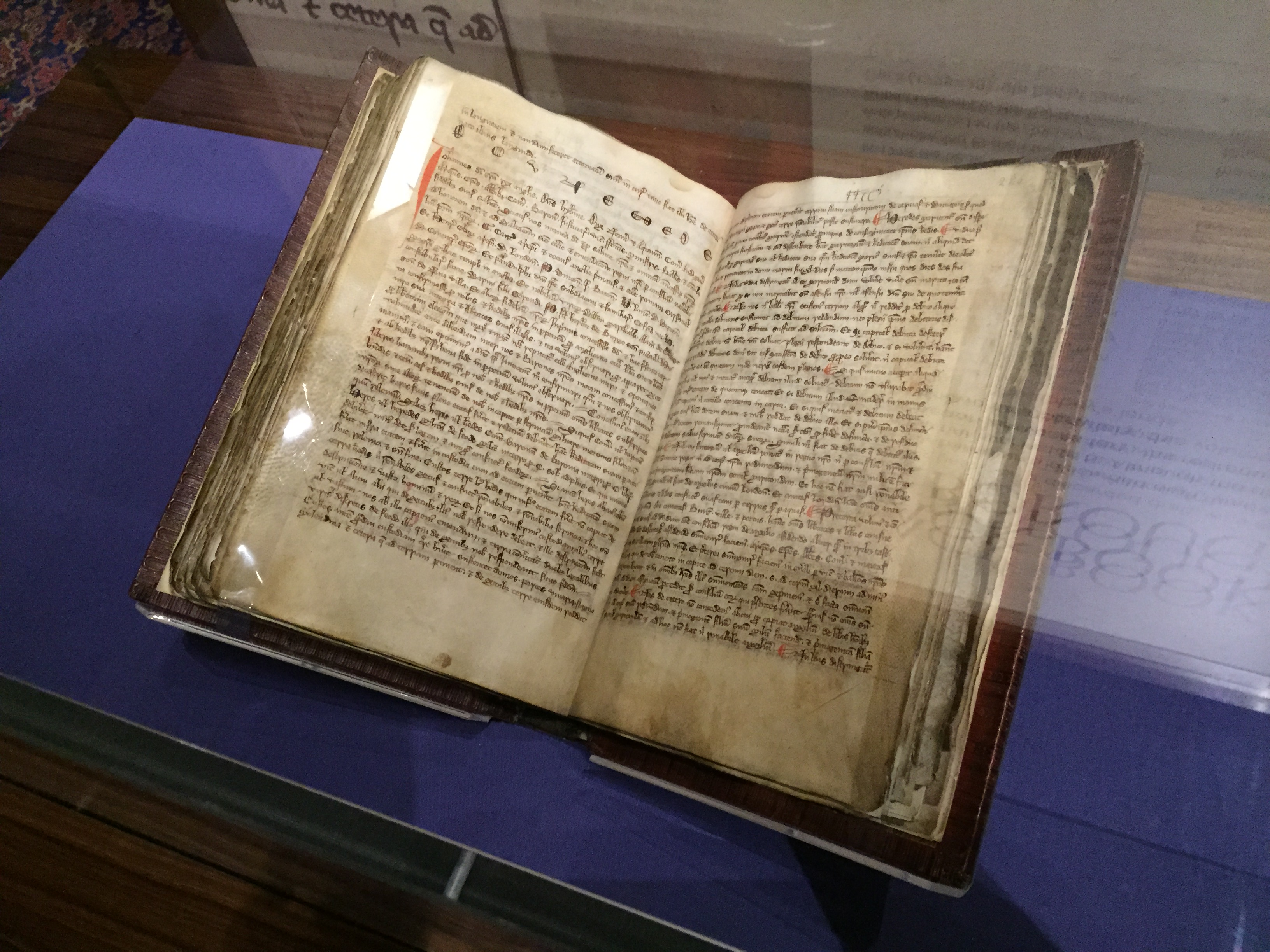
Incunable de l'abbaye de Peterborough ouvert à la page reproduisant la Magna Carta et exposé par la Société des antiquaires de Londres
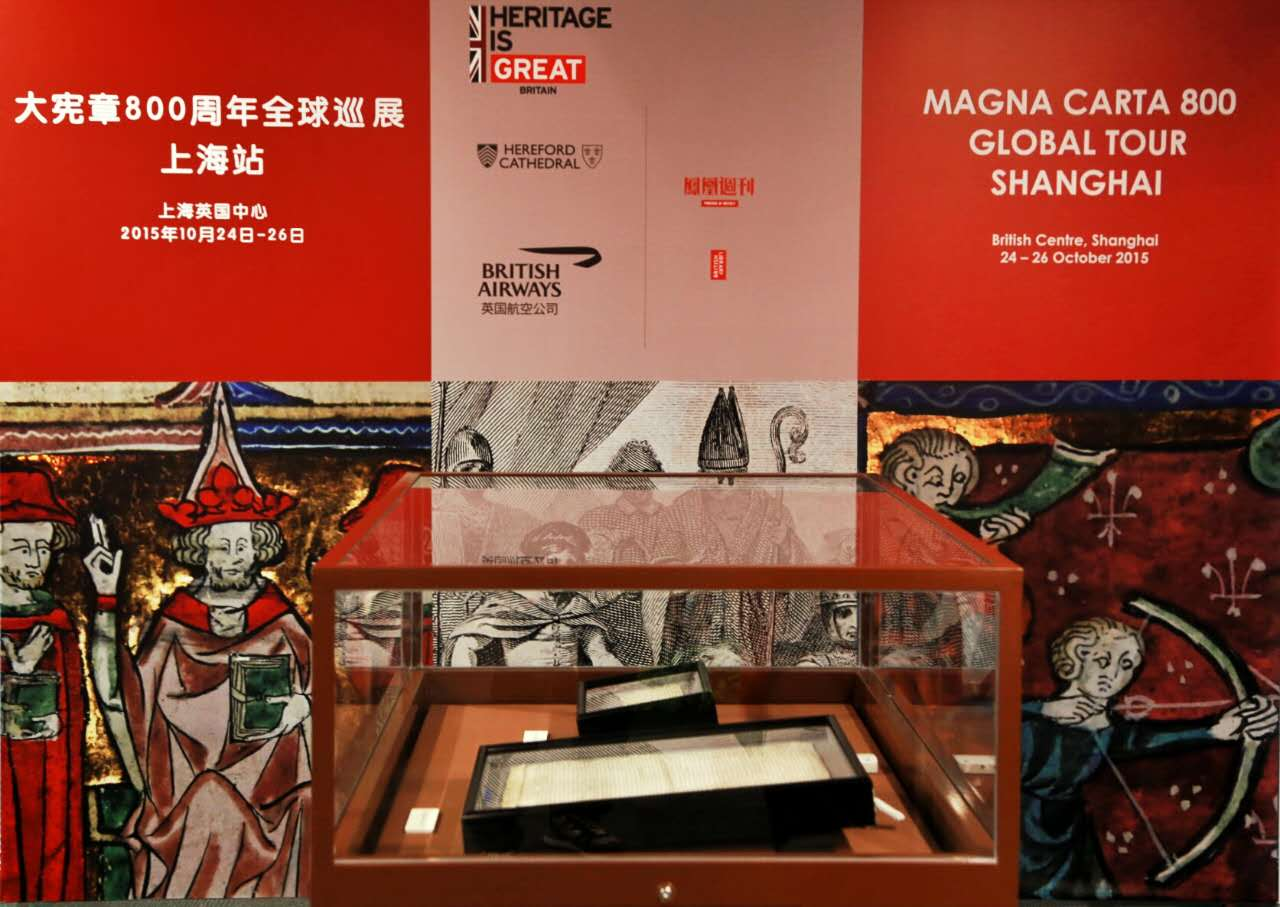
La Magna Carta exposée du 24 au 26 octobre 2015 à Shanghaï.

#### Bibliographie anglaise

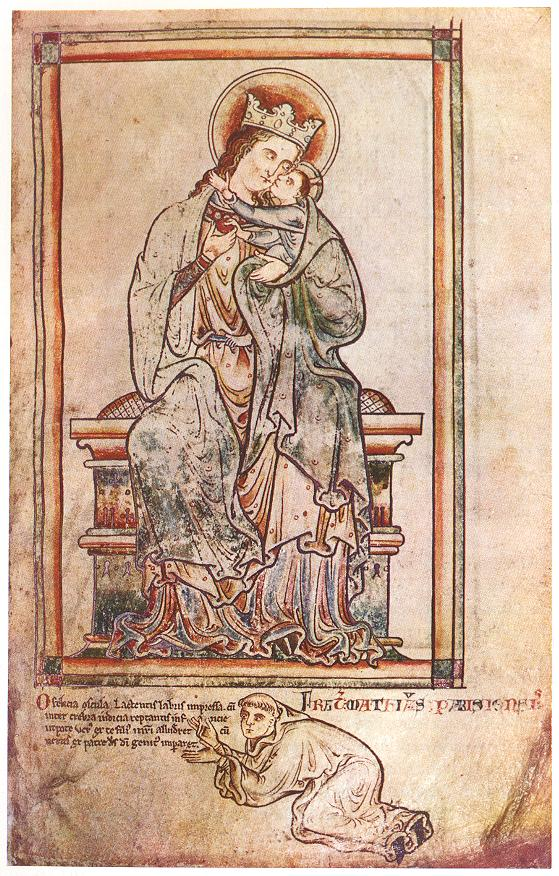
Incipit à la Vierge à l'enfant de l’Historia Anglorum, troisième et dernière partie de la Chronica maiora du moine anglais Matthieu Paris et premier ouvrage historique sur la Magna Carta.